# Wonderen van Jezus

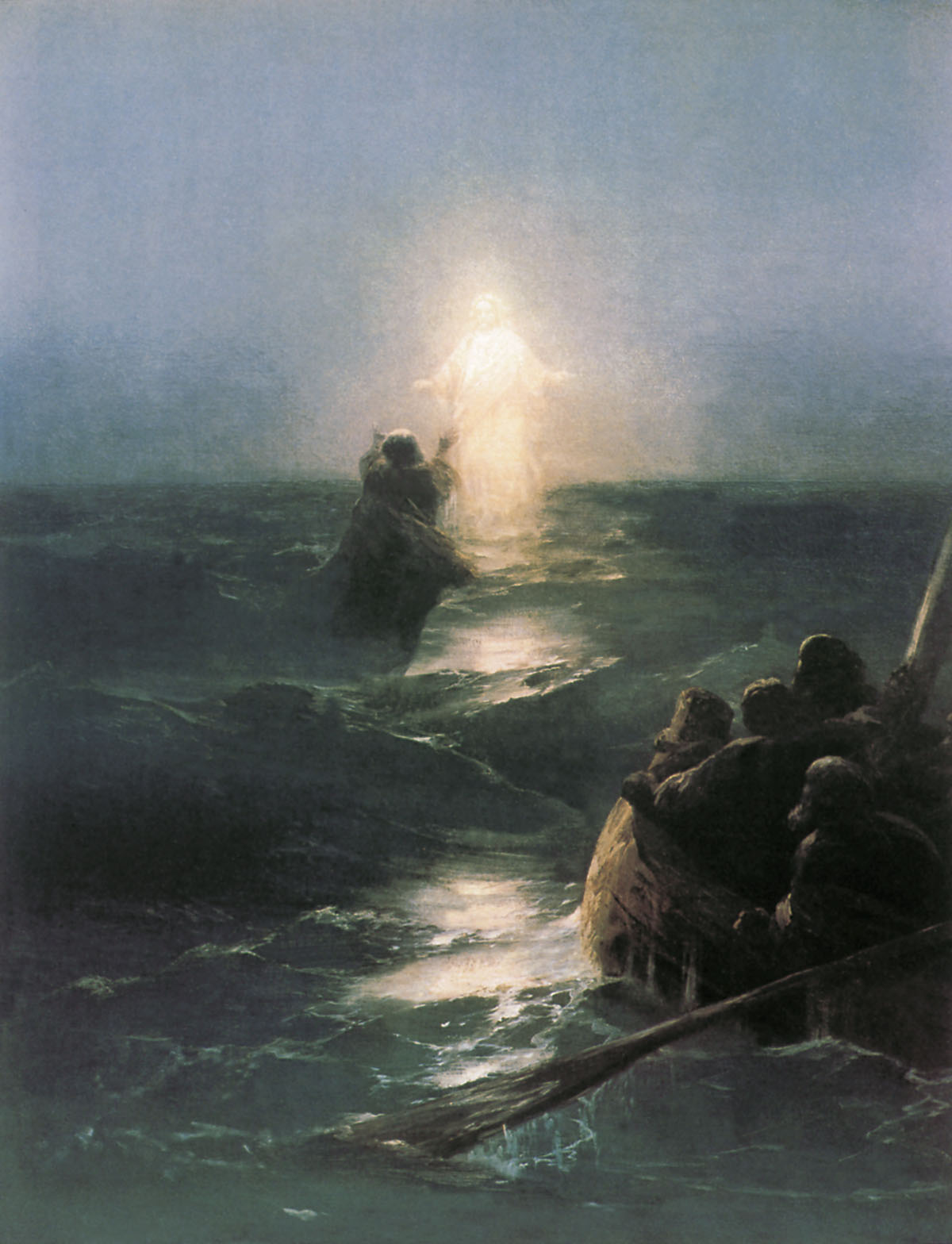
Ivan Aivazovsky: Jezus loopt op het water, 1888

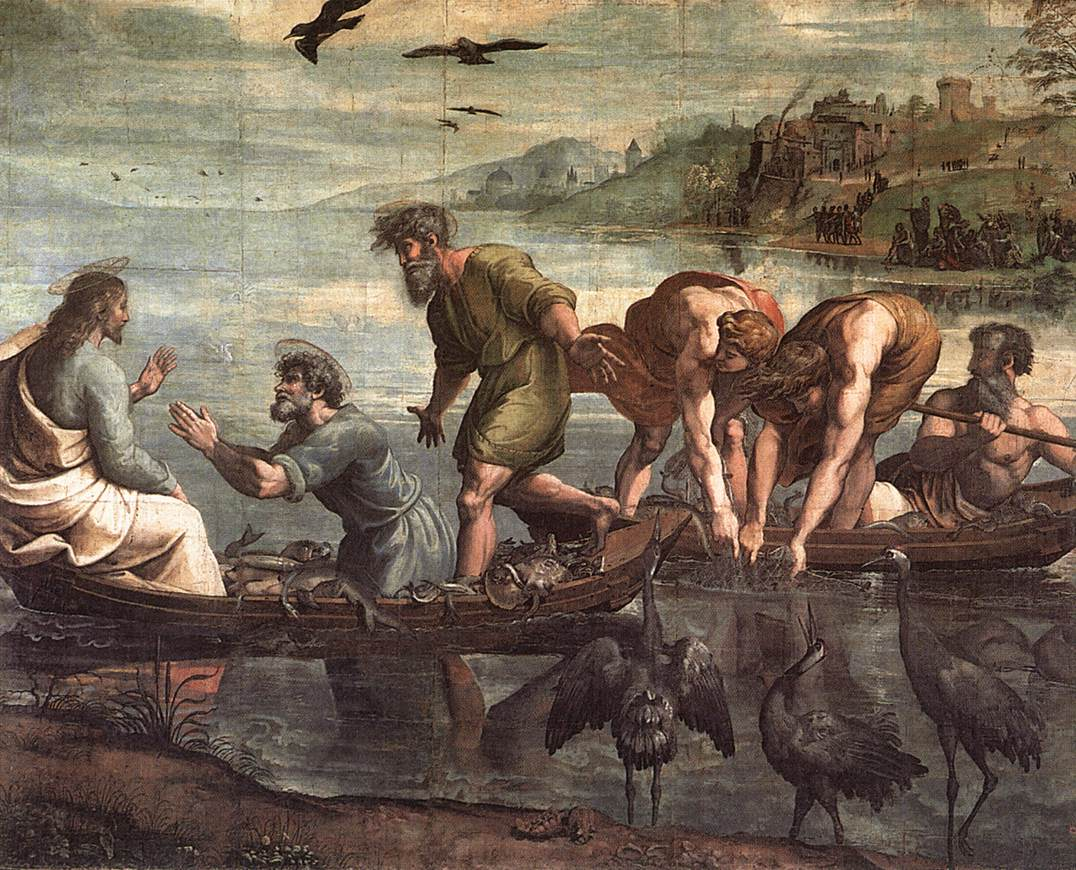
Rafaël: Wonderbaarlijke visvangst, 1515

De wonderen van Jezus zijn de veronderstelde bovennatuurlijke verrichtingen van Jezus, die worden beschreven in de evangeliën, enkele apocriefen van het Nieuwe Testament en de Koran. Christelijke schrijvers hebben door de eeuwen heen de wonderen die in de vier evangeliën aan Jezus worden toegeschreven geanalyseerd. Vaak wordt aan elk wonder een bijzonder leerstuk verbonden dat overeenkomt met Jezus' boodschap.

## Soorten wonderen
Jezus' wonderen kunnen in vier groepen onderverdeeld worden: genezingen, exorcisme, opwekkingen uit de dood en beheersing van de natuur. H. van der Loos onderscheidt enerzijds wonderen die mensen betreffen en anderzijds wonderen waarin de natuur beheerst wordt: bijvoorbeeld als Jezus over het water loopt. In de eerste categorie zijn er genezingen van een ziekte – bijvoorbeeld de genezing van de blinde van Bethsaïda – exorcismen en opwekkingen van de doden. Een gemeenschappelijk kenmerk van de wonderen van Jezus in de evangeliën is dat hij deze belangeloos verrichtte.
Er worden ook wonderen beschreven die aan Jezus zelf voltrokken werden, zoals de gedaanteverandering van Jezus en de dood en herrijzenis van Jezus. Deze worden niet als wonder van Jezus beschouwd.

## Motieven
Volgens de synoptische evangeliën (Marcus, Matteüs en Lucas) weigerde Jezus wonderbaarlijke tekenen te geven van zijn gezag. Toch geloven christenen dat Jezus' wonderbaarlijke genezingen een vervulling waren van profetieën van Jesaja en beschouwen zij mede om die reden Jezus als de Messias die in het Oude Testament voorspeld wordt.
Volgens de Catechismus van de Katholieke Kerk verrichtte Jezus wonderen om de volgende redenen:
Jezus laat zijn parabels vergezeld gaan van talrijke "machtige daden, wonderen en tekenen" (Hand. 2, 22), die tonen dat het koninkrijk in Hem aanwezig is. Zij getuigen van het feit dat Jezus de aangekondigde Messias is. De tekenen die Jezus heeft verricht getuigen ervan dat de Vader Hem gezonden heeft. Zij nodigen ertoe uit in Hem te geloven. Aan hen die zich in geloof tot Hem richten, geeft Hij wat zij vragen. Dan versterken de wonderen het geloof in Hem die de werken van zijn Vader doet: zij getuigen dat Hij de Zoon van God is.

## Interpretatie

### Hedendaags christendom
Veel theologen zien de wonderen van Jezus op grond van onderzoek als symbolische en mythologische verhalen, net als de vrijzinnige protestanten. Maar volgens het Amerikaanse Jesus Seminar zijn ten minste enkele genezingen door Jezus aannemelijk.

#### Recente wonderen
De Rooms-katholieke kerk heeft een lange traditie om wonderen te erkennen. De procedure van de heiligverklaring vereist een wonder dat is verricht op voorspraak van de overleden kandidaat-heilige tot wie gebeden wordt. Het wonder bestaat uit een onverklaarbare genezing en wordt voor de RK-kerk getoetst door een commissie van artsen.
Aan de Poolse rabbijn Yisroel ben Eliezer (de Besht, 1698-1760) werden honderden vreemdsoortige wonderen toegeschreven in het boek Shivḥei ha-Besht (1814-1815). Recent worden wonderen toegeschreven aan reeds overleden of nog levende personen, bijvoorbeeld aan Menachem Mendel Schneersohn, Moeder Teresa, Paus Johannes Paulus II, Thomas Lee Osborn, Jan Zijlstra en Jomanda.

### Niet-religieuze interpretatie
De Schotse filosoof David Hume publiceerde een invloedrijk essay over wonderen in zijn An Enquiry Concerning Human Understanding (1748), waarin hij betoogde dat geen enkel bewijs voor wonderen de mogelijkheid weerlegde dat degene die het wonder beschreef zichzelf en anderen misleidde:
Omdat de waarheid vaker geweld wordt gedaan door getuigenissen over religieuze wonderen dan over andere gebeurtenissen, moet dit wel het gezag van die getuigenissen ondermijnen. Dat brengt ons ertoe ze niet serieus te nemen, ook al worden ze onder de mooiste voorwendselen naar voren gebracht.
Bart Ehrman stelt dat juist de aanname van de universaliteit van de natuurwetten wetenschap mogelijk maakt, terwijl wonderen per definitie indruisen tegen de manier waarop de natuur gewoonlijk werkt. Hierdoor is het voor historici in beginsel onmogelijk de verhalen over Jezus' wonderen te bevestigen of weerspreken.

## Historische context
Geloof in wonderen was wijdverbreid in de klassieke oudheid. Goden en halfgoden als Heracles (Hercules), Asclepius (een Griekse arts die een god werd) en Isis uit Egypte genazen volgens het volksgeloof zieken en verrichtten opwekkingen uit de dood. Tevens was de gedachte wijdverbreid dat sterfelijke mensen deze wonderen konden verrichten, als ze maar voldoende beroemd en deugdzaam waren. Over filosofen als Pythagoras en Empedocles deden mythen de ronde dat ze stormen op zee bedwongen en ziekten verdreven: ze werden gezien als goden. De verrichtingen van Apollonius van Tyana (2 n.Chr - ca. 98 n.Chr.) waren zo beroemd en leken zo op die van Jezus, dat de platonicus Porphyrios, een tegenstander van de christenen uit de derde eeuw, ze aanhaalde om aan te tonen dat Christus niet origineel was en ook niet goddelijk. (Eusebius van Caesarea pleitte tegen dit argument.)

### Jodendom
Ook in het antieke Jodendom was geloof in wonderen normaal. Het kunnen verrichten van wonderen leidde echter niet tot een verhoogde status, zoals (de) Messias of Zoon van God. Flavius Josephus beweerde dat de Joden de wijsheid van Salomo hadden geërfd en hen in staat stelde tot genezingen en exorcisme. Het geloof dat deze twee zaken samenhingen, was algemeen: ziekte werd veroorzaakt door boze geesten (demonen), dus als die werden uitgeworpen, leidde dat tot genezing.
In de Hebreeuwse Bijbel worden diverse wonderen genoemd die Mozes verrichtte en wordt verteld dat de profeten Elia en Elisa mensen van melaatsheid (in Nieuwe Bijbelvertaling: huidvraat) hadden genezen en doden hadden opgewekt.
De rabbijnse literatuur vermeldt vier wonderdoeners uit de periode van de Tweede Tempel, van wie er twee uit Galilea kwamen. Beiden waren arm. Abba Hilkia bad om regen in een tijd van droogte. Rabbi Hanina ben Dosam leefde een generatie na Jezus (stierf circa 65). Men hoorde over hem een hemelse stem. Het vermogen wonderen te doen, werd toegeschreven aan de bijzondere relatie die deze mannen met God hadden.

### Vroege christendom
Justinus de Martelaar merkte op dat Jezus' genezingen leken op de wonderen die aan Asclepius werden toegeschreven. Lucianus van Samosata beschreef de werkwijze van exorcisten die de boze geest bevroegen, bedreigden en met een bevel uitdreven.

## Vergelijking van de wonderen in de vier evangeliën

### Aantal
Het aantal wonderen is afhankelijk van hoe ze geteld worden. Bij de opwekking van de dochter van Jaïrus wordt bijvoorbeeld zowel een vrouw genezen als een kind uit de dood opgewekt, maar de gebeurtenissen worden samen vermeld. De vermelding dat het kind 12 jaar oud was en de vrouw al 12 jaar ziek leidde tot verschillende interpretaties. Bovennatuurlijke gebeurtenissen als de annunciatie, voorafgaand aan Jezus' werkzame periode en gebeurtenissen na afloop van Jezus' opstanding, worden meestal niet tot de wonderen gerekend, evenmin als de toepassing van bovennatuurlijke kennis van de vrouw bij de bron.
Niet altijd is het duidelijk of sommige wonderen dubbel vermeld worden, zoals de genezing van de dienaar van de centurio. Mattheüs 8:5-13 en Lucas 7:1-10 vermelden hoe Jezus op afstand de dienaar van een Romeinse centurio genas, terwijl Johannes 4:46-54 een soortgelijke gebeurtenis te Kafarnaüm noemt, waar het om de zoon van een hoveling gaat.
Het enige wonder dat alle vier de evangeliën vermelden is de spijziging van de vijfduizend.
De drie synoptische evangeliën (Matteüs, Marcus en Lucas) hebben 14 wonderen gemeen, Marcus en Lucas 15, Matteüs en Marcus 19, en Matteüs en Lucas 15.
Johannes vermeldt zeven wonderen (met de opstanding en de wonderbare visvangst daarna negen), die tekenen genoemd en waarvan er vijf alleen bij hem staan. Ze lopen van het veranderen van water in wijn aan het begin van Jezus' werkzaamheid tot aan de opwekking van Lazarus uit de dood aan het einde. Johannes zegt: "Jezus heeft nog veel meer gedaan: als al zijn daden, een voor een, opgeschreven zouden worden, zou de wereld, denk ik, te klein zijn voor de boeken die dan geschreven moesten worden."

### Tabel
De onderstaande tabel geeft de wonderen met hun benaming, type en plaats in het Nieuwe Testament en analogie/parallel buiten het Nieuwe Testament. Vele wonderen komen overeen of vertonen parallellen met wonderen van Elia en Elisa, die in het Oude Testament vermeld worden. De typen zijn als volgt afgekort:
- G = genezing,
- N = natuurbeheersing,
- O = opwekking uit de dood en
- U = uitdrijving van een boze geest.

De evangeliën staan in de kolommen van de tabel bij benadering in historische volgorde: Marcus het eerst, Johannes het laatst, Mattheüs en Lucas die veel aan Marcus ontlenen in het midden. Jezus was als wonderdoener vooral een genezer: ongeveer de helft van de wonderen betreft een genezing.
| Nummer  | Beschrijving                                                                                           | Type                | Marcus                             | Matteüs                              | Lucas                             | Johannes                              | Analogie (Oude Testament of elders) |
| ------- | --- | ------------------- | ---------------------------------- | ------------------------------------ | --------------------------------- | ------------------------------------- | --- |
| 1       | Uitdrijving in de synagoge te Kafarnaüm                                                                | U                   | 1:21-28                            | -                                    | 4:31-37                           | -                                     | Schriftgeleerden: Jeremia 8:8-9; uitroep, Elia: 1 Koningen 17:18. |
| 2       | Genezing van Petrus' schoonmoeder                                                                      | G                   | 1:29-31                            | 8:14-17                              | 4:38-41                           | -                                     | |
| 3       | Genezing van zieken en uitdrijving van boze geesten bij zonsondergang                                  | U                   | 1:32-34                            | 8:16-17 alleen uitdrijvingen         | 4:40-41                           | -                                     | |
| 4       | Wonderbare visvangst                                                                                   | N                   | -                                  | -                                    | 5:1-11                            | -                                     | Vergelijk de andere wonderbare visvangst in Johannes 21:1-14. |
| 5       | Reiniging van een melaatse                                                                             | G                   | 1:40-45                            | 8:1-4                                | 5:12-16                           | -                                     | 2 Koningen 5: Elisa geneest een melaatse. |
| 6       | Genezing van een lamme te Kafarnaüm                                                                    | G                   | 2:1-12                             | 9:1-8                                | 5:17-26                           | -                                     | 2 Koningen 1:2-17: Ahazia viel door traliewerk. Contrast: Elia geneest hem niet. Merk op dat genezen hier blijkbaar gelijk staat aan het vergeven van zonde. |
| 7       | Genezing van een man met een verschrompelde hand                                                       | G                   | 3:1-6                              | 12:9-13                              | 6:6-11                            | -                                     | "Man Gods uit Juda te Bethel" en hand: 1 Koningen 13:4-6. |
| 8       | Bruiloft te Kana                                                                                       | N                   | -                                  | -                                    | -                                 | 2:1-11                                | Water in wijn veranderen: Dionysos. Moses veranderde water in bloed: Exodus 4:8-9. Elia zorgde voor meel en olie in de lege vaten van de weduwe van Sarefat: 1 Koningen 17:8-24). |
| 9       | Genezing van de dienaar van de hoofdman                                                                | G                   | -                                  | 8:5-13                               | 7:1-10                            | 4:46-54                               | Opmerking: In de versie van Lukas is er in het oorspronkelijke Grieks sprake van een "doulos" (δοῦλος), slaaf, van de centurio, terwijl in Matteüs en Johannes de term "pais" (παῖς) gebruikt wordt. "Pais" heeft als betekenis onder meer kind, zoon, slaaf en knecht, maar ook kan het een aanduiding zijn voor de jongere partner van een homoseksueel stel,. In Johannes 4:46-54 geen centurio, maar een hoveling in een soortgelijk verhaal. |
| 10      | Opwekking van een jongeman te Naïn                                                                     | O                   | -                                  | -                                    | 7:11-17                           | -                                     | Elia wekte de zoon van de weduwe van Sarefat uit de dood op (1 Koningen 17:17-24). |
| 11      | Uitdrijving bij de blinde en stomme man                                                                | U                   | 3:20-30 (niet expliciet)           | 12:22-28                             | 11:14-23                          | -                                     | Jesaja 35:5, bij Lucas is de man alleen stom. |
| 12      | Jezus stilt de storm                                                                                   | N                   | 4:35-41                            | 8:23-27                              | 8:22-25                           | -                                     | Verhaal van Jona en de vis (Jona 2:1-10), ook in Psalm 107: 25-30. |
| 13      | Uitdrijving van een boze geest bij de bezetene van Gerasa                                              | U                   | 5:1-20                             | 8:28-34                              | 8:26-39                           | -                                     | Verband met Romeinse legioen Legio X Fretensis (banier met onder meer zwijn) dat Jeruzalem bezette in het jaar 70. Parallel met Flavius Josephus, die beschreef hoe een Joods leger van opstandelingen onder een Jezus in een meer gedreven werd. Bij Mattheüs gaat het om twee bezetenen in het land der Gadarenen. |
| 14      | Genezing van de bloedvloeiende vrouw                                                                   | G                   | 5:24-34                            | 9:20-22                              | 8:43-48                           | -                                     | Dit wonder en het hieropvolgende wonder worden als één verhaal verteld omdat ze door elkaar lopen. Jaïrus roept Jezus te hulp, op weg daarheen geneest Jezus de bloedende vrouw, en daarna redt hij het dochtertje van Jaïrus. |
| 15      | Opwekking van de dochter van Jaïrus                                                                    | O                   | 5:21-23, 35-43                     | 9:18-26                              | 8:40-56                           | -                                     | 2 Koningen 4:18-37: Elisa wekt zoon van vrouw op. |
| 16      | Genezing van twee blinde mannen in Galilea                                                             | G                   | -                                  | 9:27-31                              | -                                 | -                                     | |
| 17      | Uitdrijving bij een stomme                                                                             | U                   | -                                  | 9:32-34                              | -                                 | -                                     | |
| 18      | Genezing van een lamme te Bethesda (Jeruzalem)                                                         | G                   | -                                  | -                                    | -                                 | 5:1-18                                | |
| 19      | Genezing van een zieke vrouw                                                                           | G                   | -                                  | -                                    | 13:10-17                          | -                                     | |
| 20      | Vermenigvuldiging van de broden (vijf broden en twee vissen)                                           | N                   | 6:30-44                            | 14:13-21                             | 9:10-17                           | 6:5-15                                | Elisa: 2 Koningen 4:38-44; Psalm 78. Locatie: volgens traditie Tabgha. Vergelijk de spijziging van de vierduizend (zeven broden en enkele visjes) in Marcus 8:1-9. In Johannes en 2 Koningen 4 wordt het voedsel voorafgaand aan het wonder door een buitenstaander gebracht. |
| 21      | Jezus loopt op het water                                                                               | N                   | 6:45-52                            | 14:22-33                             | -                                 | 6:16-21                               | Jesaja 43:16; Job 9:8; 4:35-51 |
| 22      | Genezing te Gennesaret                                                                                 | G                   | 6:53-56                            | 14:34-36                             | -                                 | -                                     | |
| 23      | Genezing van de dochter van de Kanaanitische (Marcus: Syro-Fenicische) vrouw                           | G                   | 7:24-30                            | 15:21-28                             | -                                 | -                                     | 2 Koningen 4:18-37 |
| 24      | Genezing van de doofstomme van Dekapolis                                                               | G                   | 7:31-37                            | -                                    | -                                 | -                                     | Jesaja 35:3-6 en 42:18-19 |
| 25      | Spijziging van de vierduizend (zeven broden en enkele visjes)                                          | N                   | 8:1-9                              | 15:32-39                             | -                                 | -                                     | Zie ook Marcus 6:30-44 Spijziging van de vijfduizend. Discipelen worden in Marcus 8 (maar niet in Mattheüs 15) berispt, dat ze de eerdere spijziging blijkbaar vergeten zijn, vergelijk de berisping door Moses in Deuteronomium 29:2-4. |
| 26      | Genezing van de blinde man te Betsaïda                                                                 | G                   | 8:22-26                            | -                                    | -                                 | -                                     | Genezing gaat in twee stappen. Parallel met Marcus 7:31-37, genezing van een doofstomme. |
| 27      | Uitdrijving van een boze geest bij een jongen                                                          | U                   | 9:14-29                            | 17:14-21                             | 9:37-42                           | -                                     | Beschrijving wijst op epilepticus, maar Marcus laat Jezus een dove, stomme geest bestraffen en uitdrijven. Volgens Koester wordt hier een formule toegepast voor een doofstomme. |
| 28      | Munt in de vissenbek                                                                                   | N                   | -                                  | 17:24-27                             | -                                 | -                                     | Vergelijk de sage van het Vrouwtje van Stavoren en Herodotos: Ring van Polycrates. |
| 29      | Genezing van een man met waterzucht                                                                    | G                   | -                                  | -                                    | 14:1-6                            | -                                     | |
| 30      | Genezing van tien melaatsen                                                                            | G                   | -                                  | -                                    | 17:11-19                          | -                                     | |
| 31      | Genezing van een blindgeborene                                                                         | G                   | -                                  | -                                    | -                                 | 9:1-12                                | |
| 32      | Genezing van een blinde Bartimeüs bij Jericho                                                          | G                   | 10:46-52                           | 20:29-34                             | 18:35-43                          | -                                     | Bartimeus betekent "zoon van de armoede/onreinen" in het Aramees. Vergelijk Jesaja 29:18, 35:5-6, 61:1; 2 Korinthiërs 4:4; Marcus 5:24-34 vrouw met bloeding (zelfde Griekse zinsnede); verband met Plato's Timaeus. Bij Mattheüs gaat het om twee blinden. |
| 33      | Opwekking van Lazarus                                                                                  | O                   | -                                  | -                                    | -                                 | 11:1-44                               | Na vier dagen keerde iemands ziel niet terug, naar Joods geloof. Bij Johannes dienen wonderen om Jezus' goddelijkheid te bewijzen. |
| 34      | Vervloeking van de vijgenboom                                                                          | N                   | 11:12-14                           | 21:18-22                             | -                                 | -                                     | Allegorie (want biologisch onjuist: tegelijk met de bladeren zijn er ook vijgen), Tacitus: Annalen 13:58 over verdorren van stichtingsvijgenboom in Rome. |
| 35      | Genezing van het oor van Malchus                                                                       | G                   | -                                  | -                                    | 22:49-51                          | -                                     | |
| 36      | Vangst van 153 vissen bij verschijning van Jezus                                                       | N                   | -                                  | -                                    | -                                 | 21:1-14                               | Vergelijk de andere wonderbare visvangst in Lucas 5:1-11. |
| Totalen | Aantal wonderen G = genezing N = natuurbeheersing O = opwekking uit de dood U = uitdrijving boze geest | 36 18 G 9 N 3 O 6 U | Marcus 20 2 uniek 10 G 4 N 1 O 5 U | Mattheüs 22 3 uniek 10 G 6 N 1 O 5 U | Lucas 21 6 uniek 11 G 3 N 2 O 5 U | Johannes 8 5 uniek 3 G 4 N 1 O geen U | |

## Wonderen vermeld buiten het Nieuwe Testament

### Apocriefen van het Nieuwe Testament
Ook andere geschriften dan die opgenomen werden in het Nieuwe Testament vermelden wonderen van Jezus. Latere teksten uit de tweede eeuw, de zogenaamde Jeugdevangeliën, verhalen over wonderen die Jezus in zijn jeugd verricht zou hebben. Anders dan in de vier evangeliën, waar Jezus als wonderdoener vooral genas, gaat het in de Apocriefen meestal om beheersing van de natuur (type N) en opwekking uit de dood (O), terwijl uitdrijving van boze geesten (U) niet voorkomt.
| Nummer  | Wonder                                                                                               | Type               | Bron                                          |
| ------- | --- | ------------------ | --------------------------------------------- |
| 1       | Opwekking uit de dood van een rijke jongeling                                                        | O                  | Geheime Marcusevangelie 1                     |
| 2       | Water gezuiverd                                                                                      | N                  | Kindheidsevangelie van Thomas (KE Thomas) 2.2 |
| 3       | Vogels van klei gemaakt en tot leven gewekt                                                          | N                  | KE Thomas 2.3                                 |
| 4       | Dode speelkameraad Zeno uit de dood opgewekt                                                         | O                  | KE Thomas 9                                   |
| 5       | Genezing van de voet van een houthakker                                                              | G                  | KE Thomas 10                                  |
| 6       | Vervoerde water in zijn jas                                                                          | N                  | KE Thomas 11                                  |
| 7       | Oogst van 100 schepel koren uit een enkel zaadje                                                     | N                  | KE Thomas 12                                  |
| 8       | Verlengde een plank die te kort was                                                                  | N                  | KE Thomas 13                                  |
| 9       | Opwekking uit de dood van een leraar die hij eerder doodde                                           | O                  | KE Thomas 14-15                               |
| 10      | Genezing van de adderbeet van Jacobus                                                                | G                  | KE Thomas 16                                  |
| 11      | Opwekking van een dood kind                                                                          | O                  | KE Thomas 17                                  |
| 12      | Opwekking van een dode man                                                                           | O                  | KE Thomas 18                                  |
| 13      | Wonderbaarlijke maagdelijke geboorte met een vroedvrouw als getuige                                  | N                  | Proto-Evangelie van Jacobus 19-20             |
| Totalen | G = genezing, N = natuurbeheersing, O = opwekking uit de dood en U = uitdrijving van een boze geest. | 2 G, 6 N, 5 O, 0 U |                                               |

### Koran
Moslims geloven in wonderen van de profeten. In verschillende hoofdstukken van de Koran vermelden wonderen van Jezus, zij het zonder bijzonderheden of commentaar. Het gaat om de soera 3:49 en 5:110, waar verteld wordt dat Isa, zoon van Marjam (Jezus, zoon van Maria) levende vogels van klei maakt, de blinde en melaatse geneest en de doden opwekt. In een ander hoofdstuk van de Koran liet hij een gedekte tafel vanuit de hemel neerdalen. Jezus verrichtte de wonderen met toestemming van God.
| Wonder                                            | Bron                     |
| ------------------------------------------------- | ------------------------ |
| Kon als baby spreken                              | Hoofdstuk 19 vers 30-34  |
| Maakte levende vogels vanuit klei                 | Hoofdstuk 5 vers 110     |
| Kon blinde en melaatsen genezen                   | Hoofdstuk 5 vers 110     |
| Kon doden tot leven wekken                        | Hoofdstuk 5 vers 110     |
| Liet een tafel met eten vanuit de hemel neerdalen | Hoofdstuk 5 vers 112-115 |

## Afbeeldingen van wonderen

### Genezingen

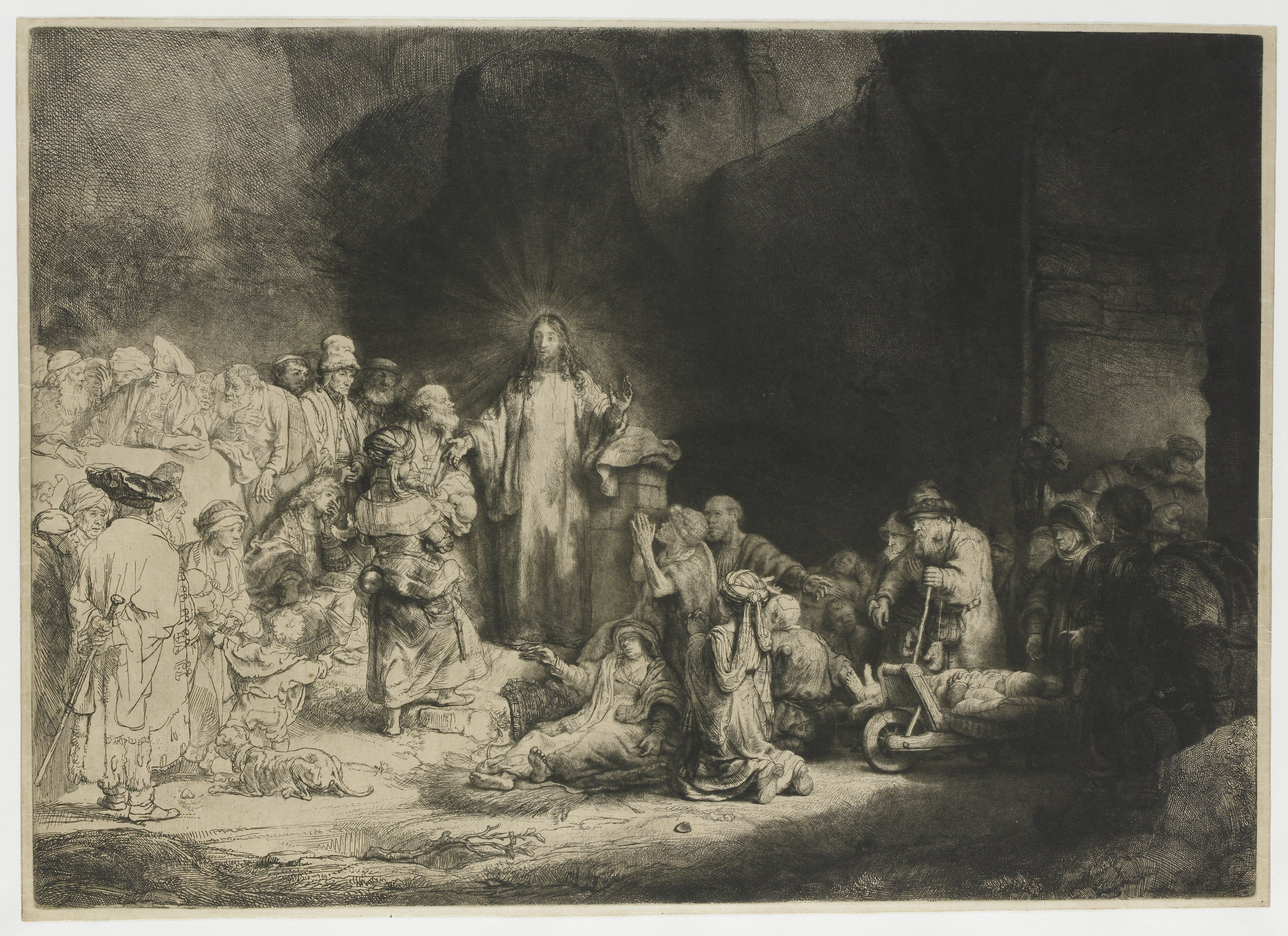
Christus geneest de zieken, Rembrandt, 1640/50.
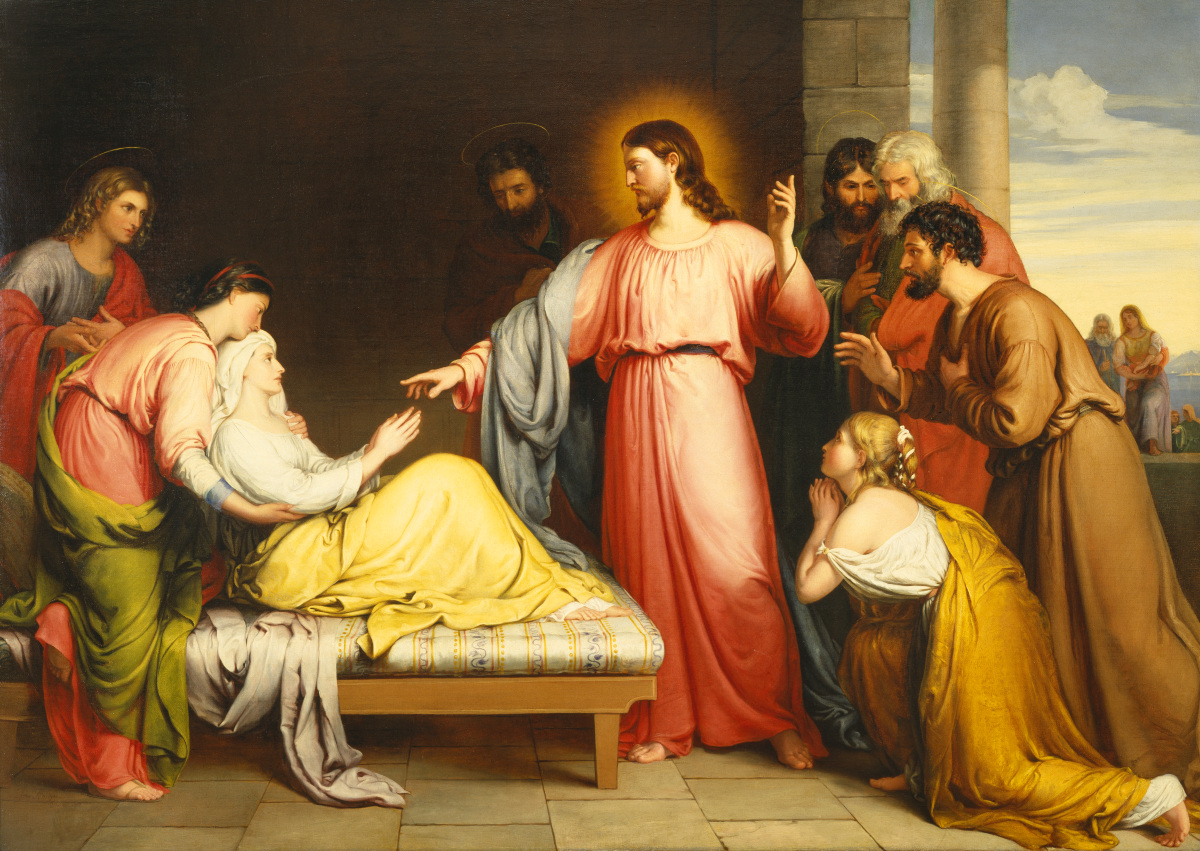
Genezing van de moeder van Petrus' vrouw, John Bridges (fl. 1818-1854)
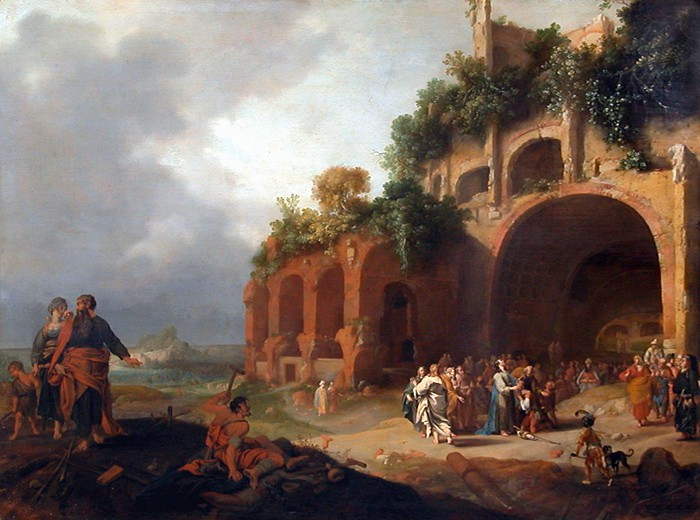
Genezing van de doofstomme van Dekapolis, Bartholomeus Breenbergh (1598-1657) 1635
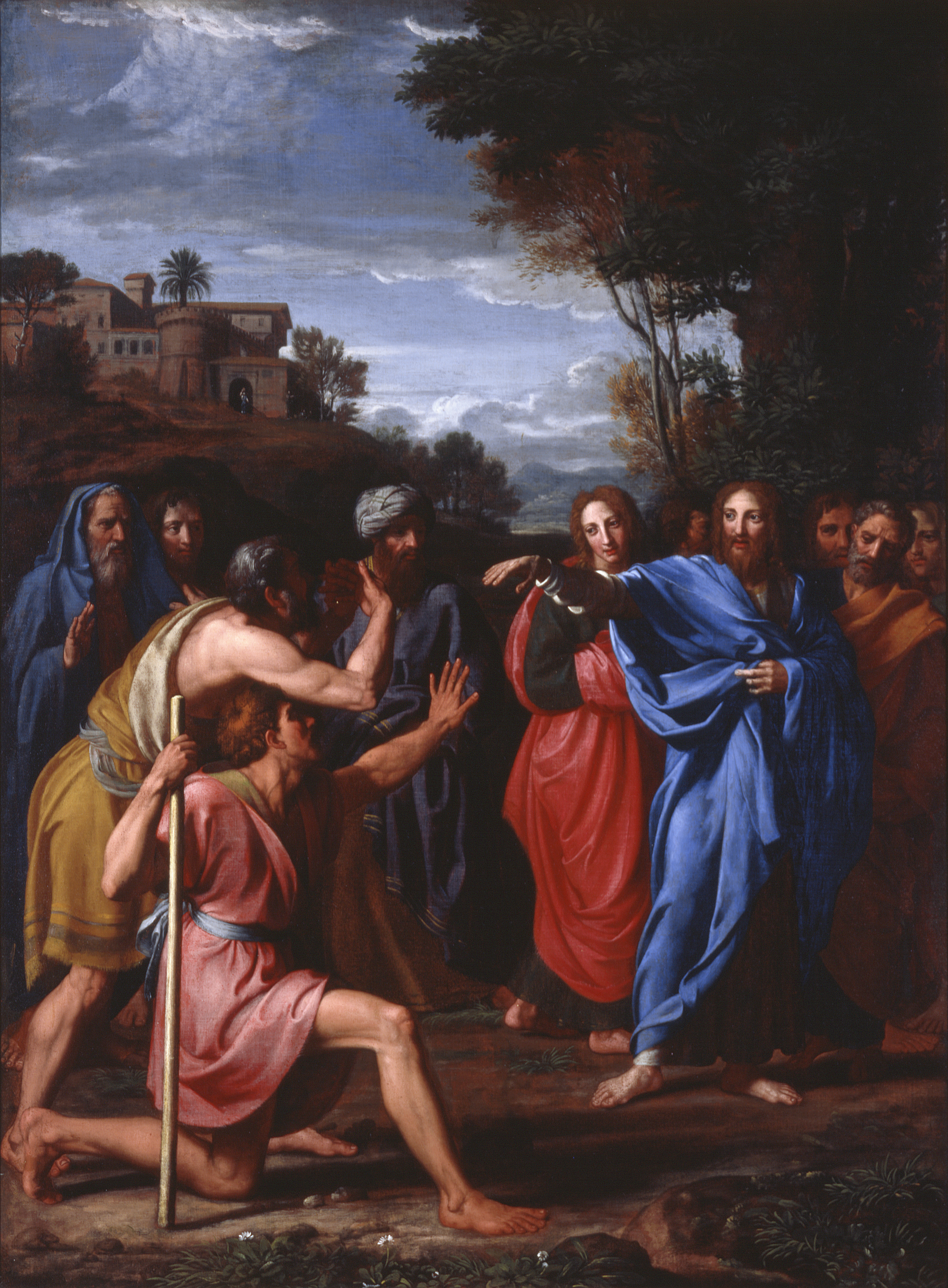
Genezing van de blindgeborene, Nicolas Colombel, 1682
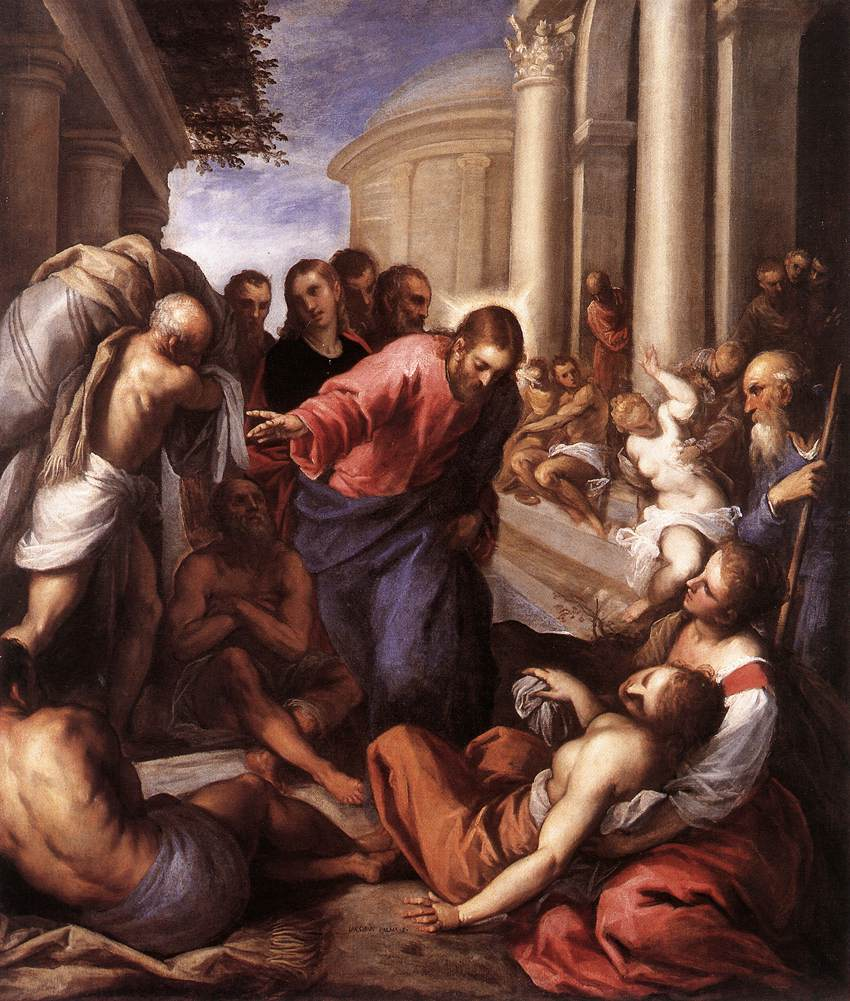
Genezing van de verlamde te Bethesda, Palma il Giovane, 1592
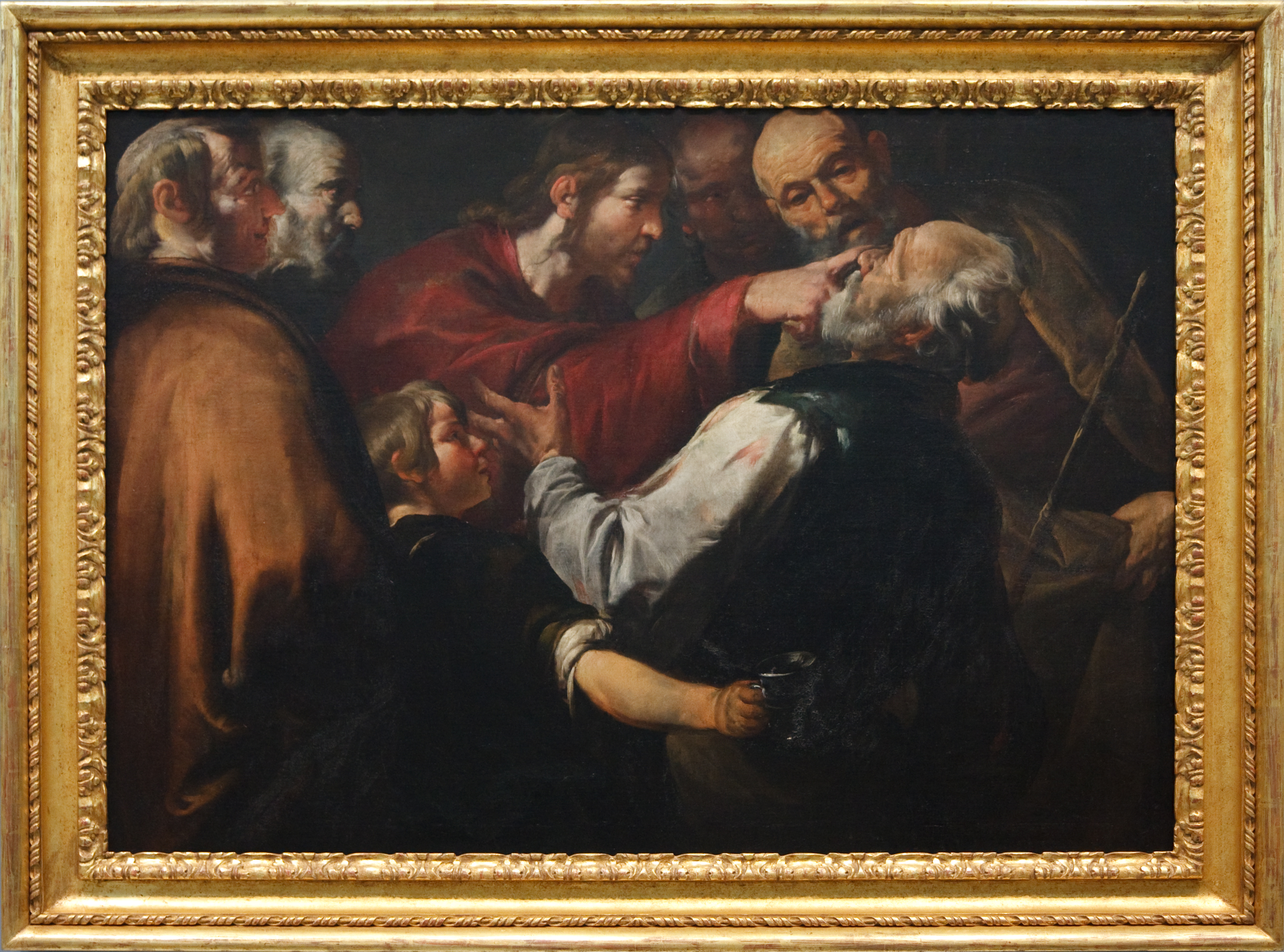
De blinde man te Bethsaïda, Gioachino Assereto, 1640
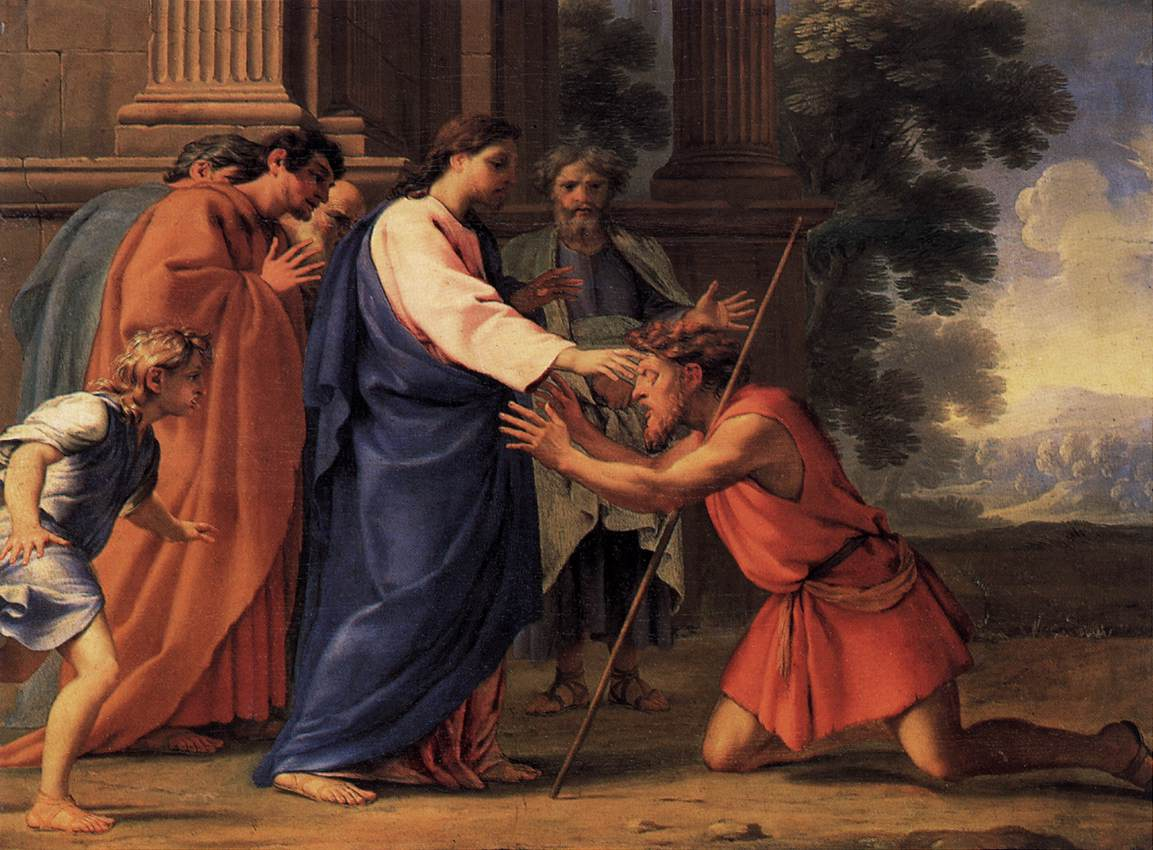
De blinde man Bartimeüs te Jericho, Eustache Le Sueur, 1652-1655
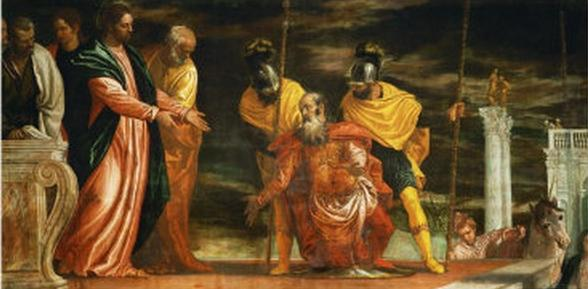
Genezing van de dienaar van de Centurion, Paolo Veronese
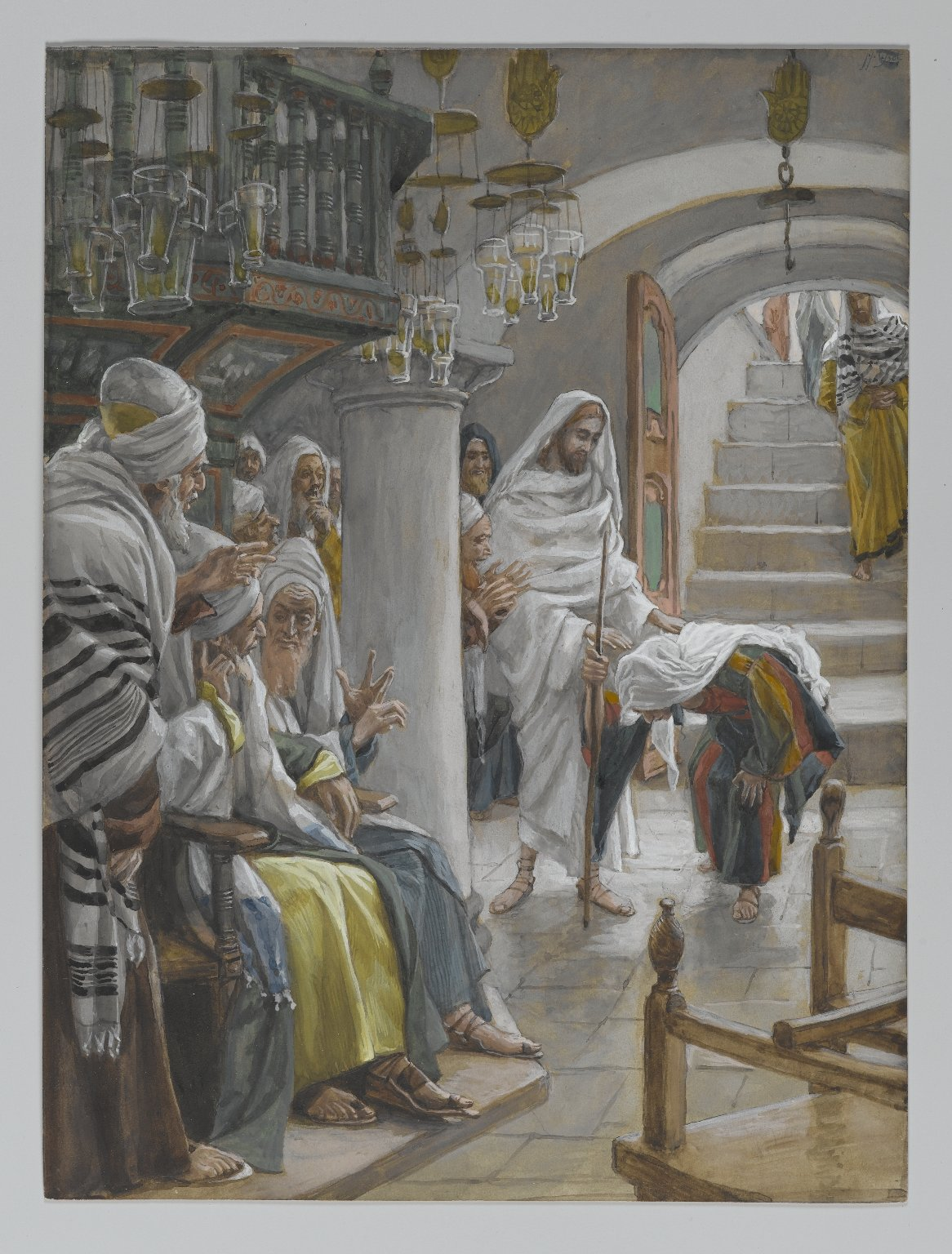
Christus geneest een zieke vrouw op de sabbath, James Tissot, 1886-1896
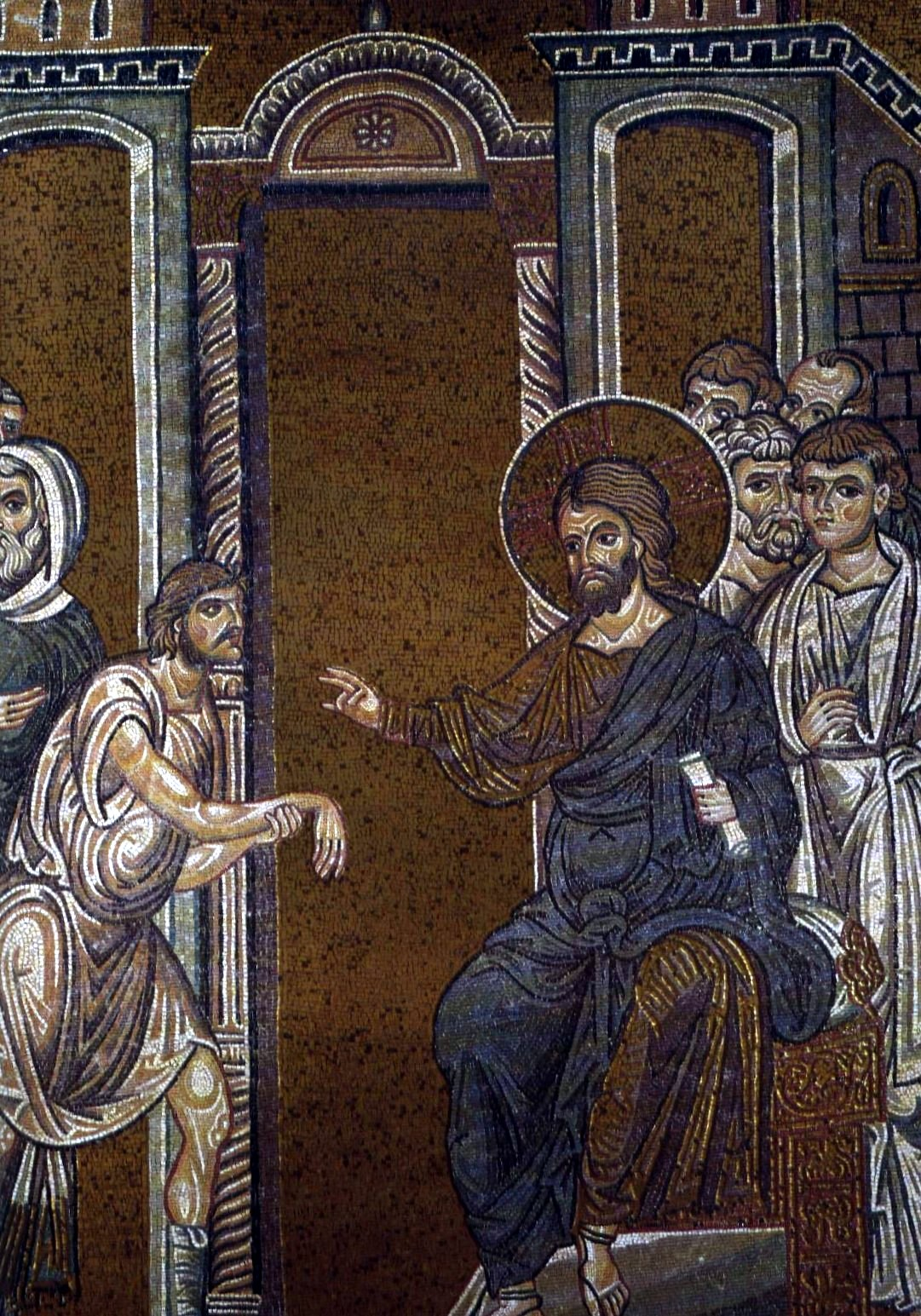
De man met de verschrompelde hand, Byzantijns mozaïek in de Kathedraal van Monreale
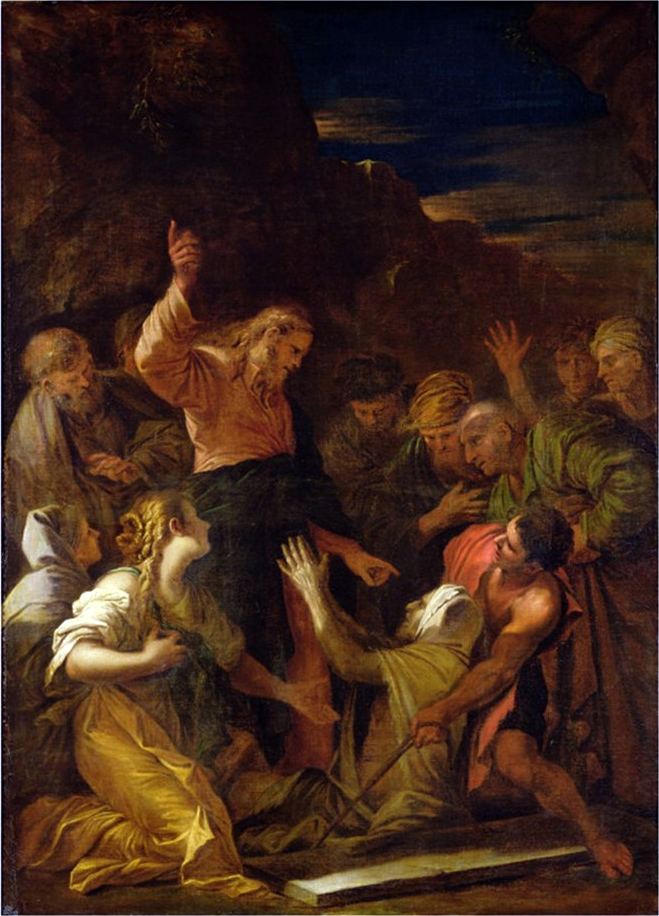
Genezing van een melaatse, Jean-Marie Melchior Doze, 1864
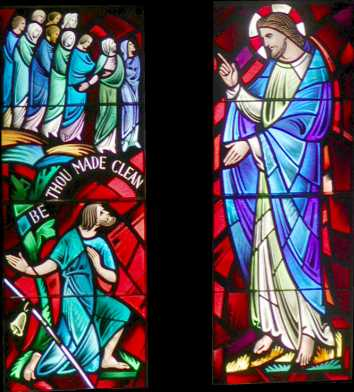
Genezing van tien melaatsen, gebrandschilderd glas
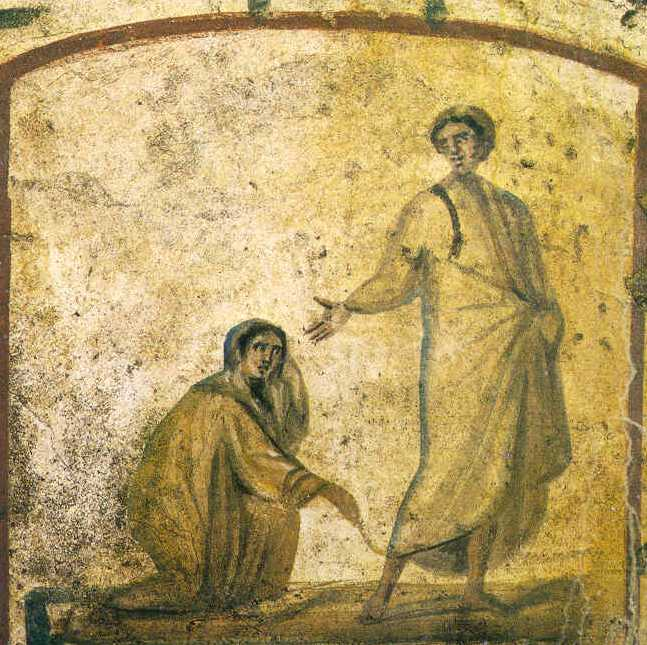
Christus geneest de bloedende vrouw, Catacombe van Rome
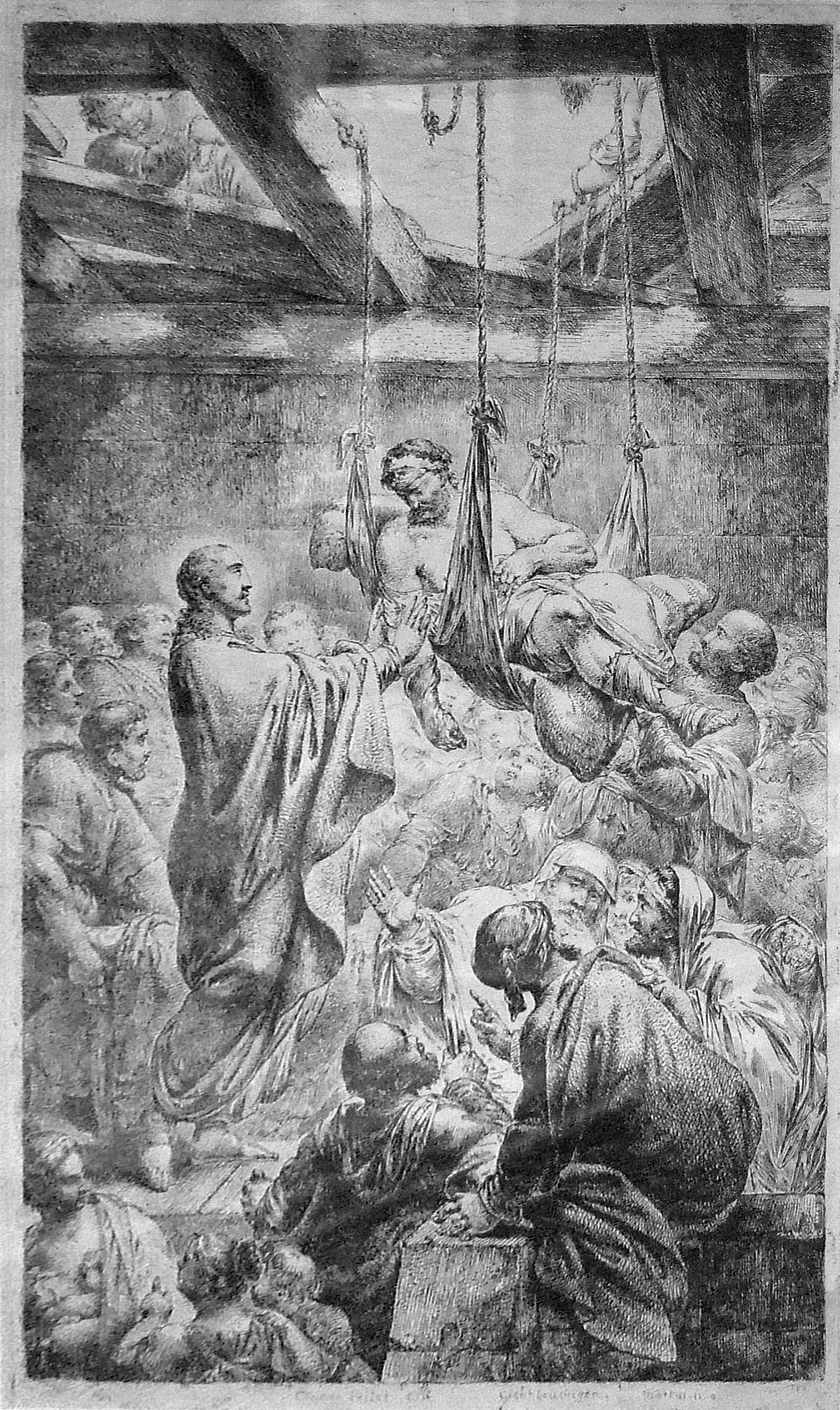
Genezing van een lamme te Kafarnaüm, gravure Bernhard Rode, 1780.
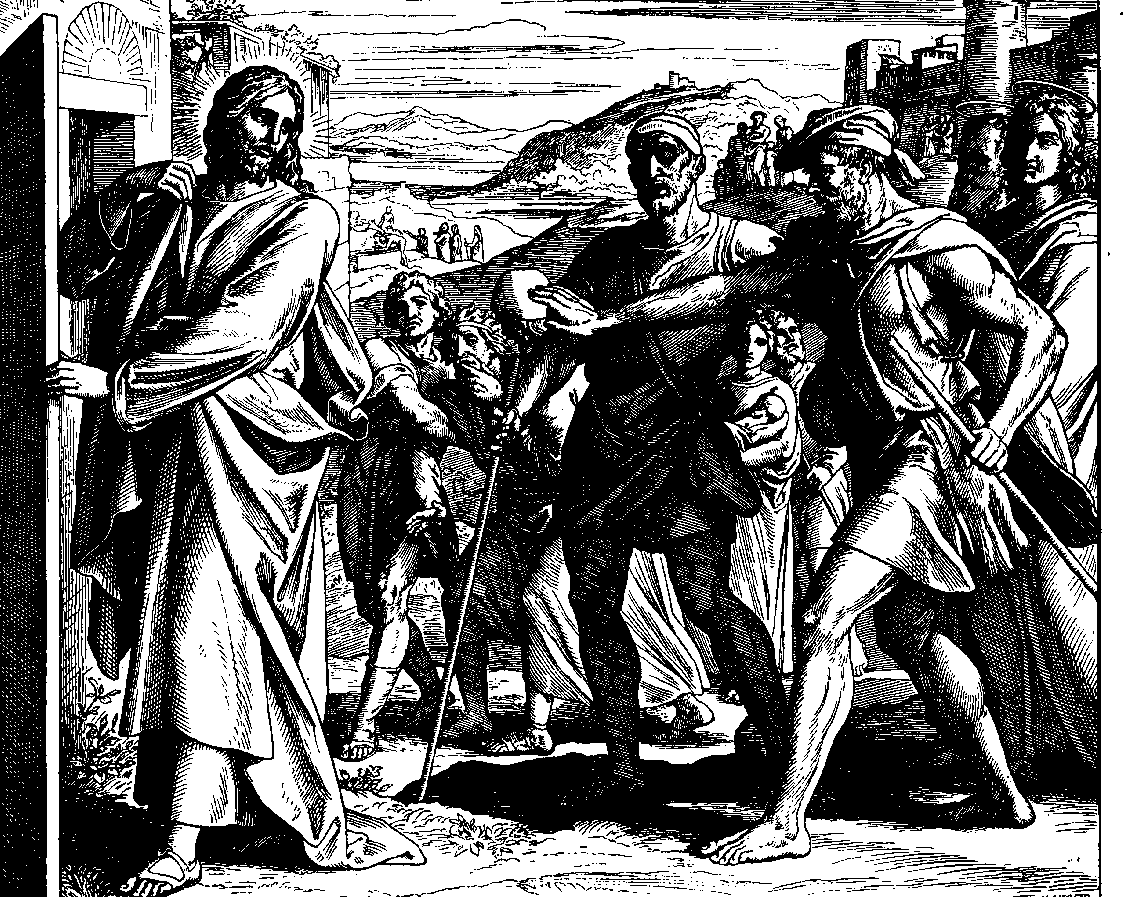
Christus geneest twee blinde mannen, Julius Schnorr, 19de eeuw

### Uitdrijvingen

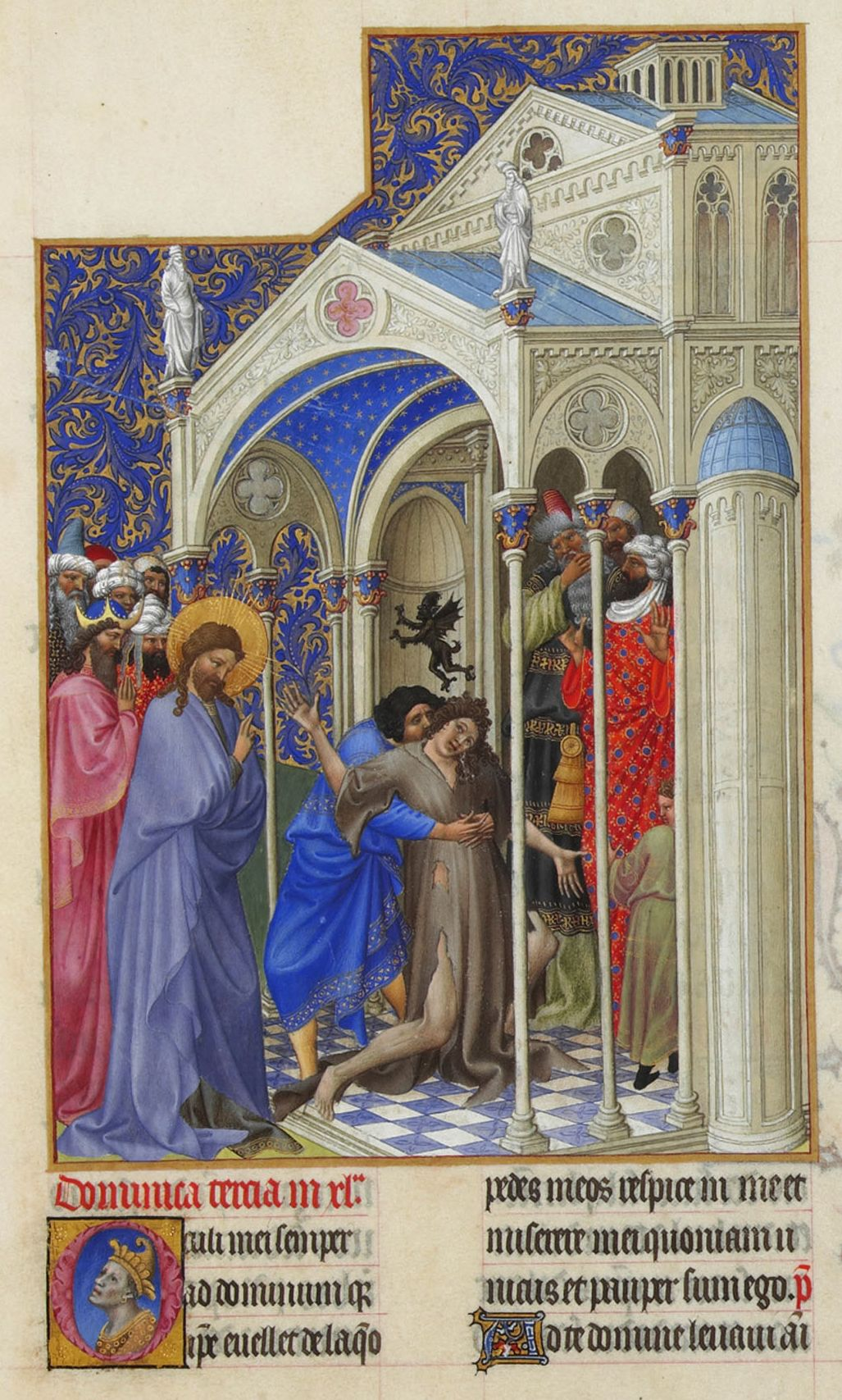
Een bezeten jongen, Les Très Riches Heures du Duc de Berry, Folio 166r - Musée Condé, Chantilly
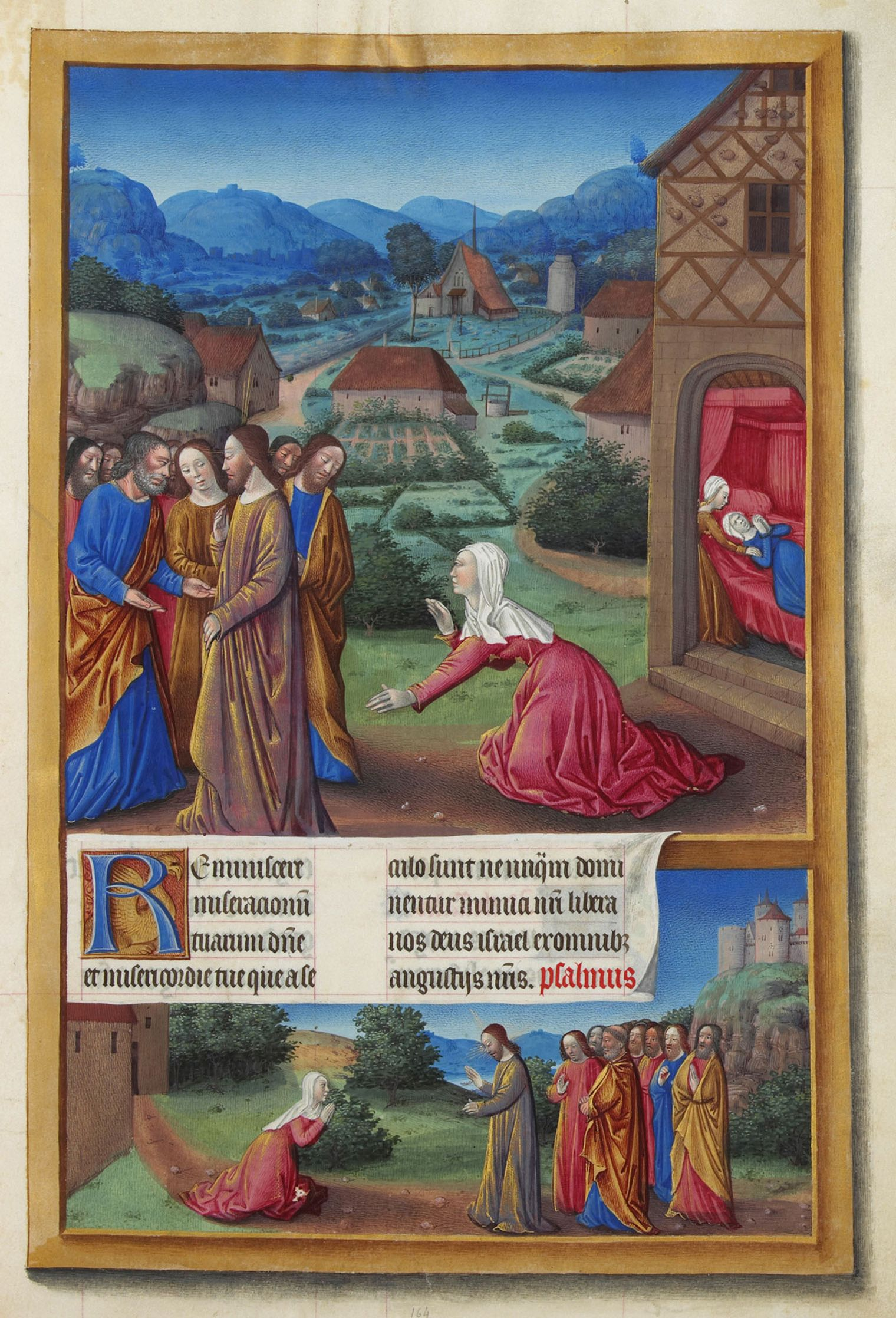
De dochter van de Kanaänitische vrouw, Les Très Riches Heures du duc de Berry, Folio 164r, Musée Condé, Chantilly.
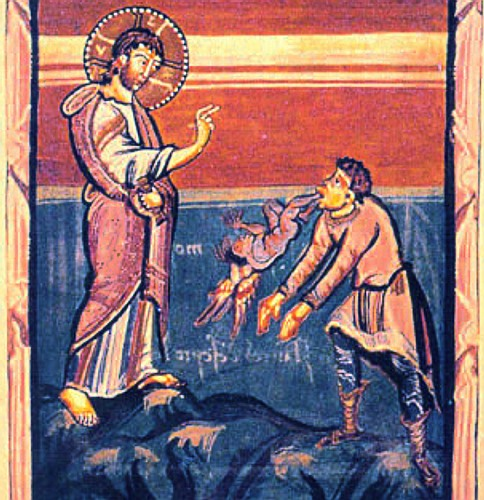
Uitdrijving in Gerasa, middeleeuwse boekillustratie
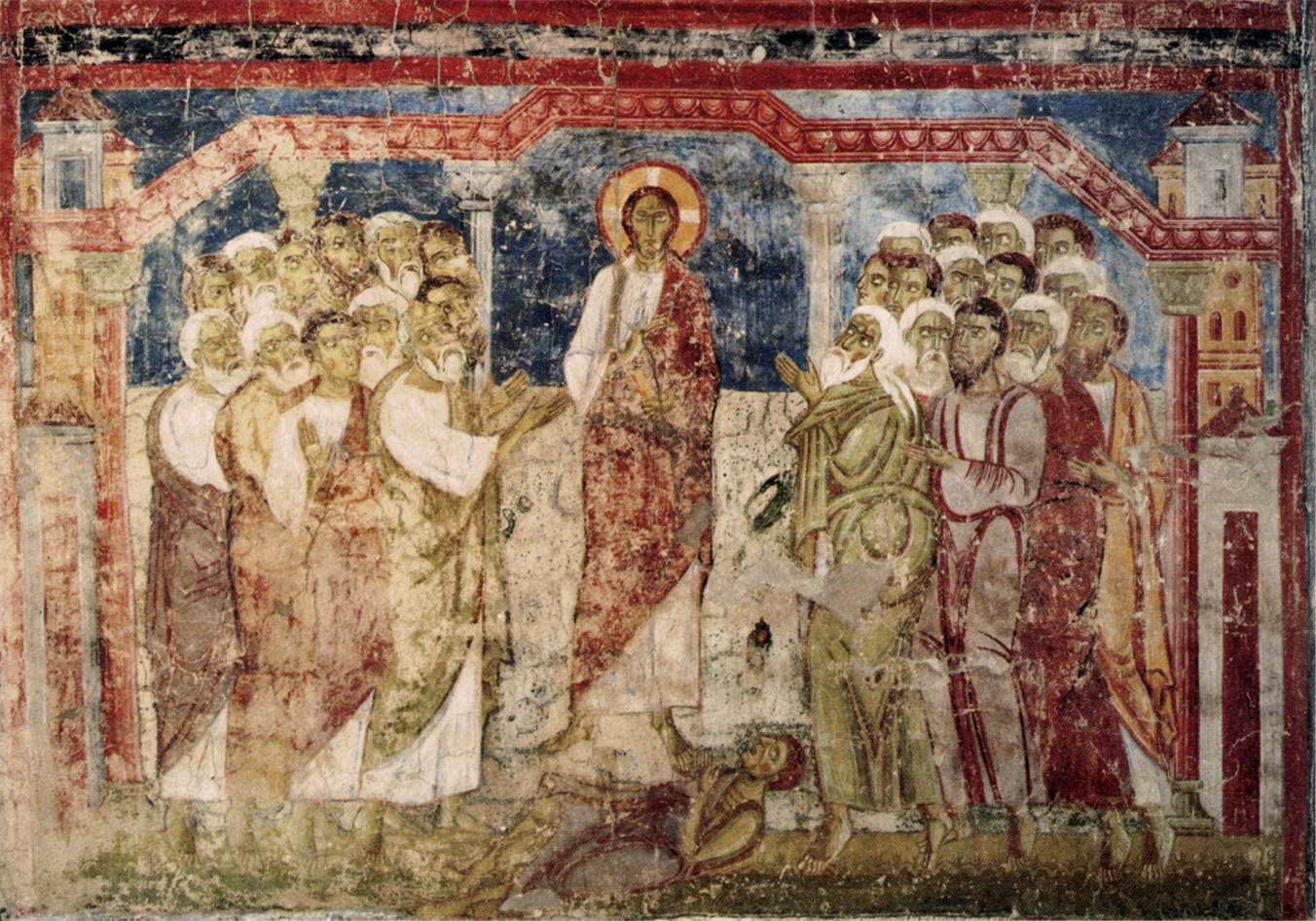
Uitdrijving in de synagoge te Kafarnaüm, Romaans fresco, klooster Lambach, elfde eeuw
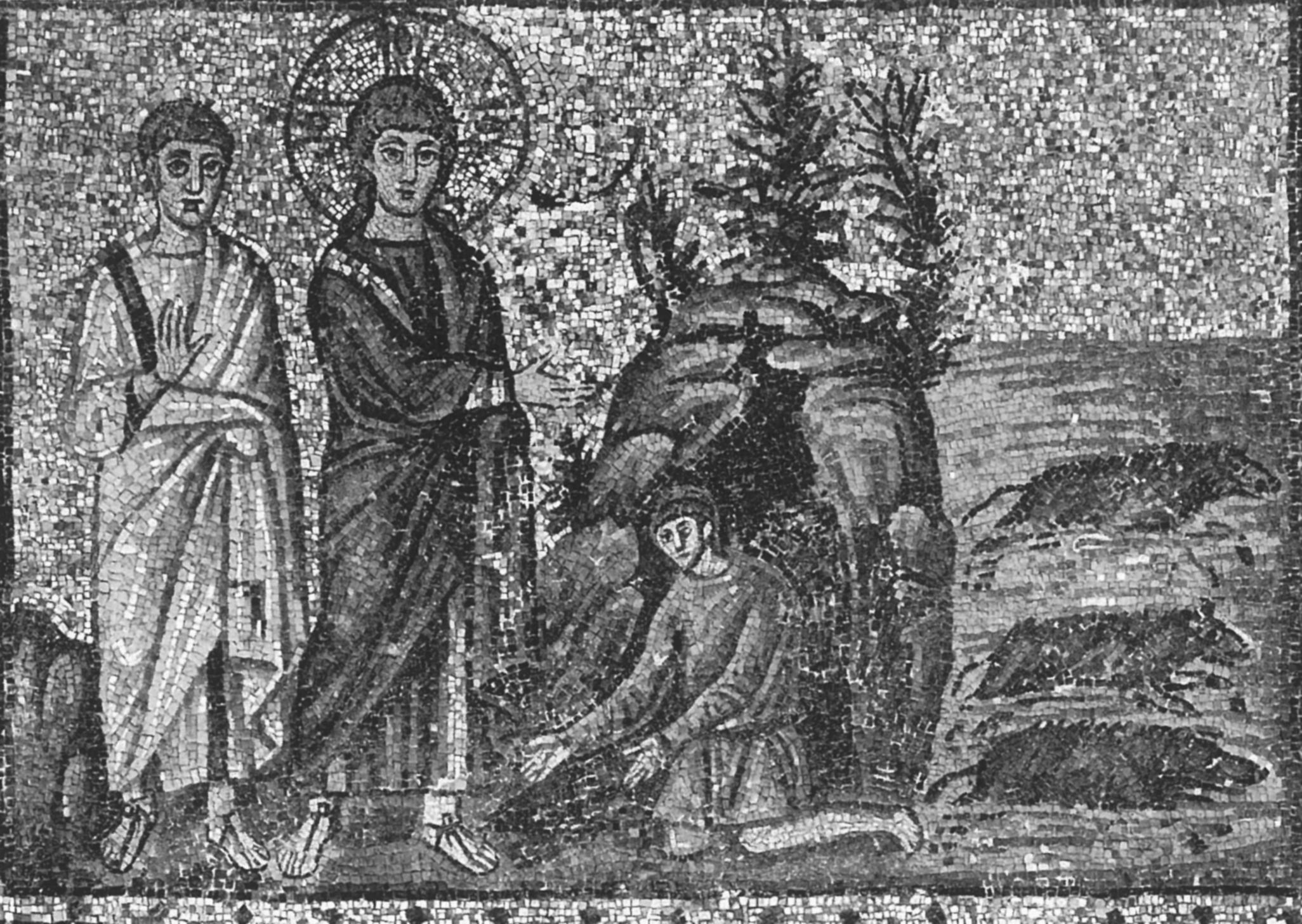
Christus drijft een boze geest uit bij zonsondergang, mozaïek, Sant' Apollinare Nuovo (Ravenna), eind vijfde eeuw
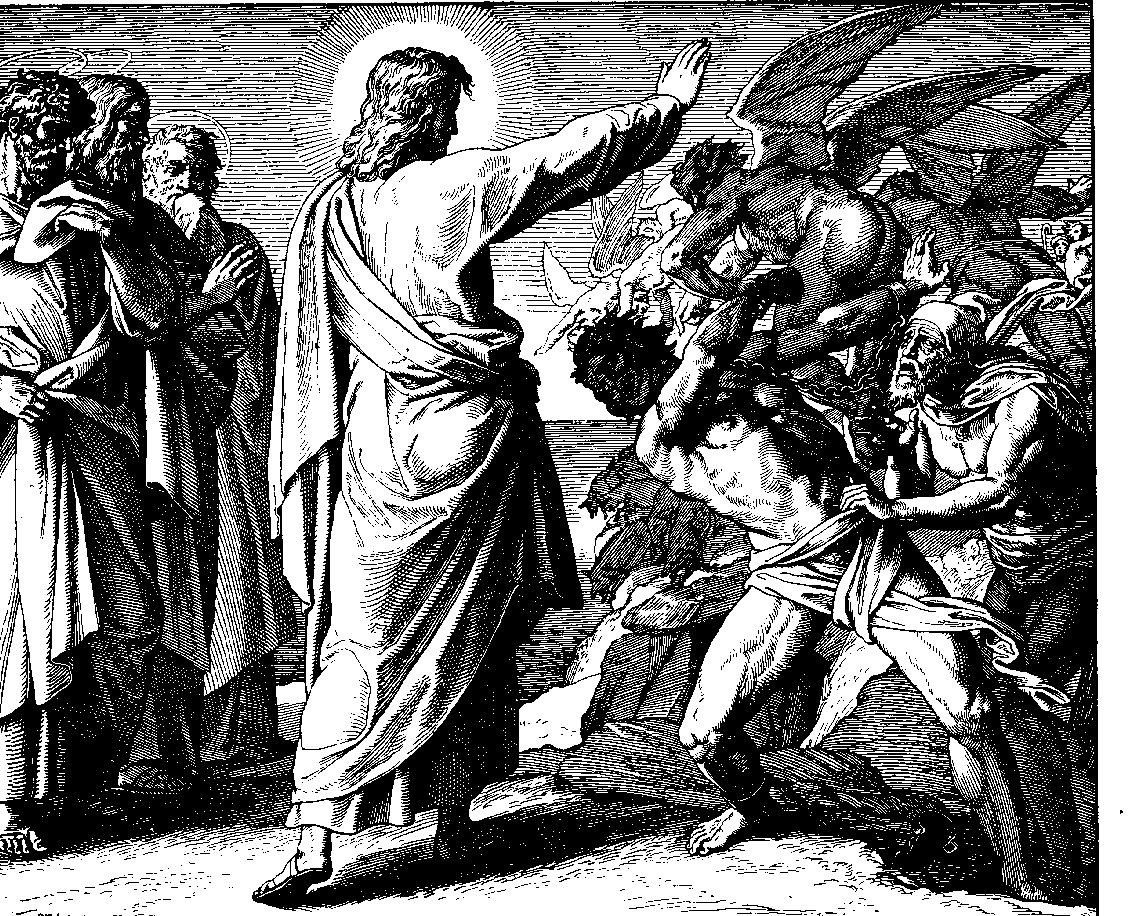
Uitdrijving bij een blinde en stomme man, Schnorr von Carolsfeld, Bibel in Bildern, 1851-1860
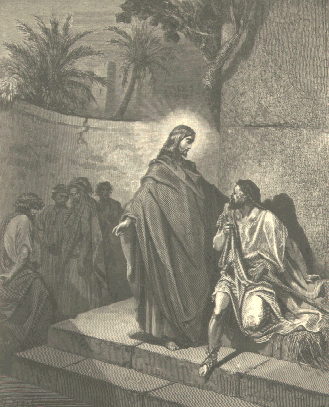
Uitdrijving bij een stomme, Gustave Doré, 1865

### Opwekking van de doden

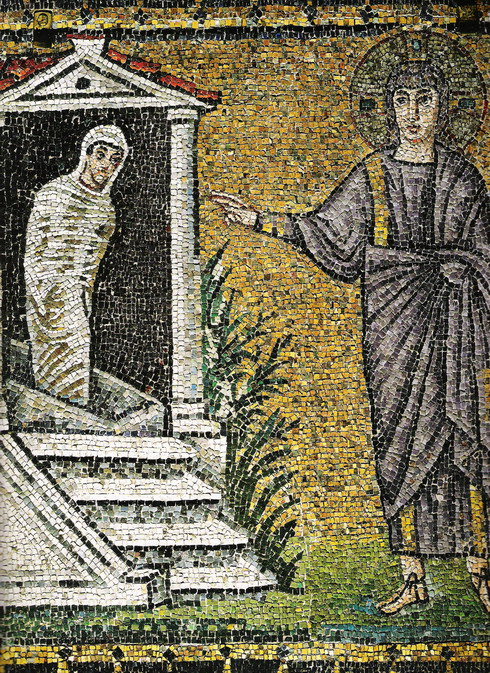
Opwekking van Lazarus, kerk Sant'Apollinare Nuovo, Ravenna, mozaïek 6e eeuw
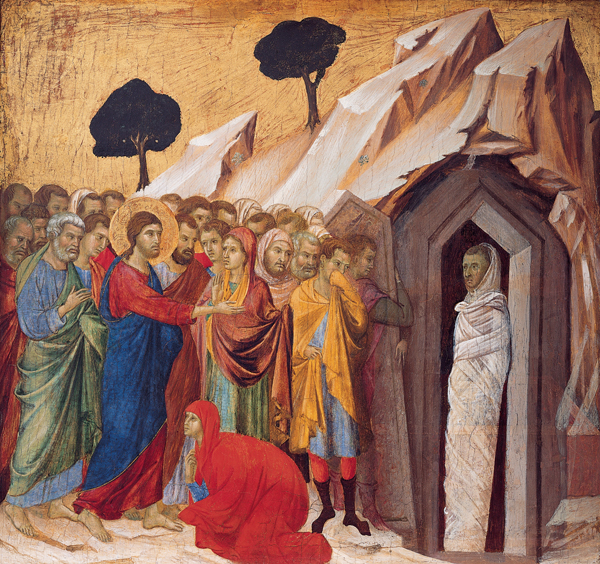
Opwekking van Lazarus, Duccio, 1310-1311
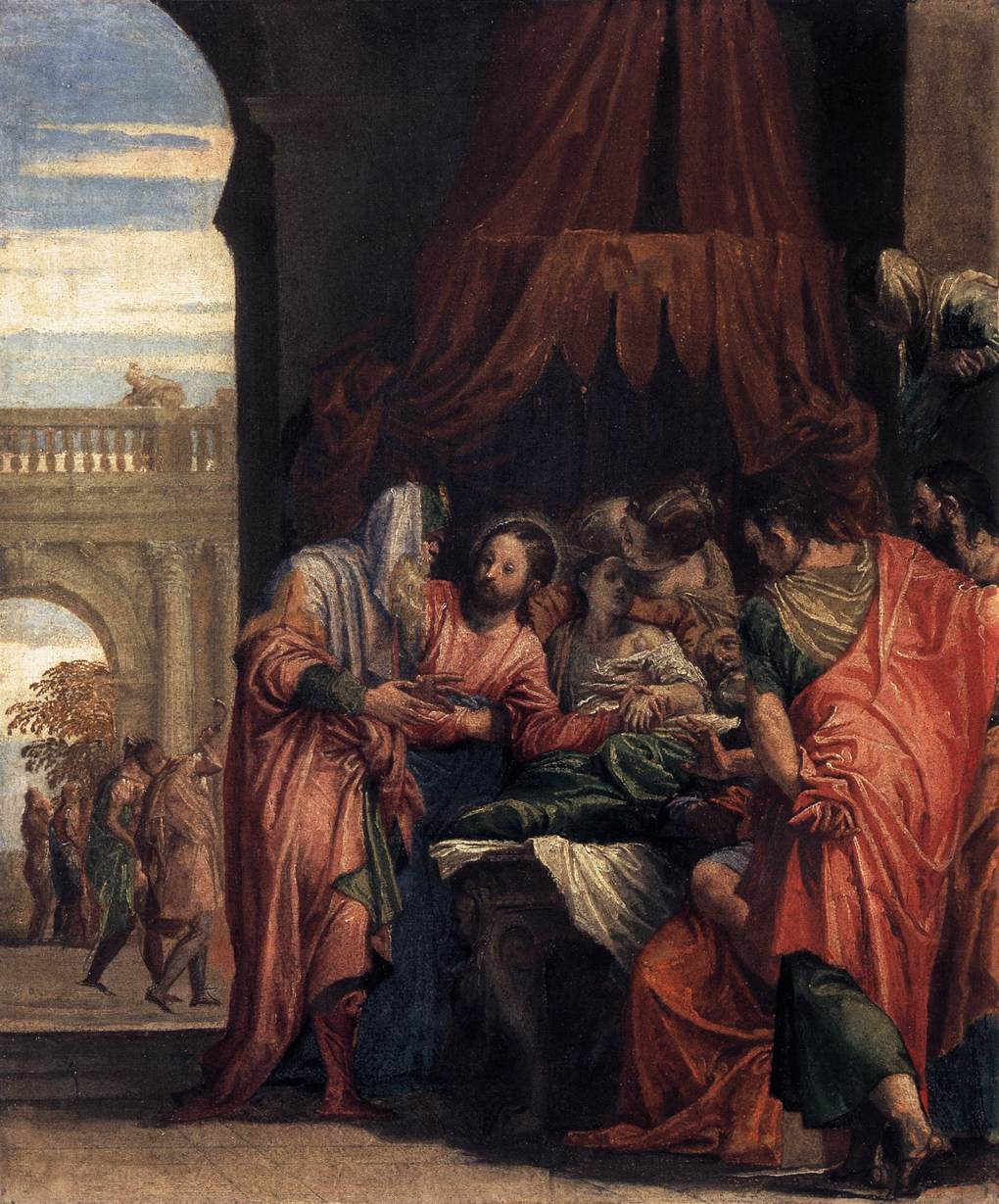
Opwekking van de dochter van Jaïrus, Paolo Veronese, 1546
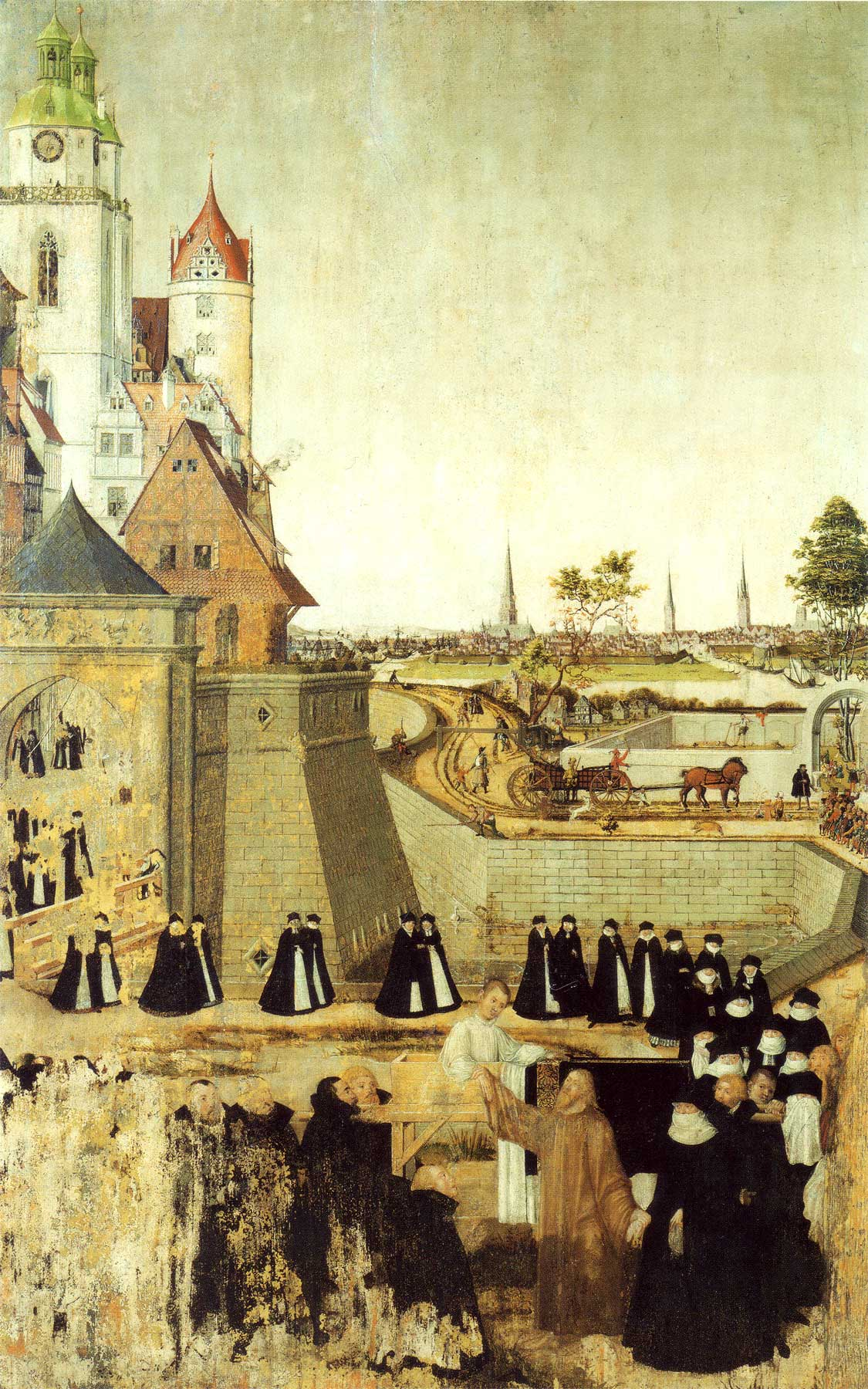
Jongeling uit Nain, Lucas Cranach de Jongere, rond 1569, kerk Wittenberg
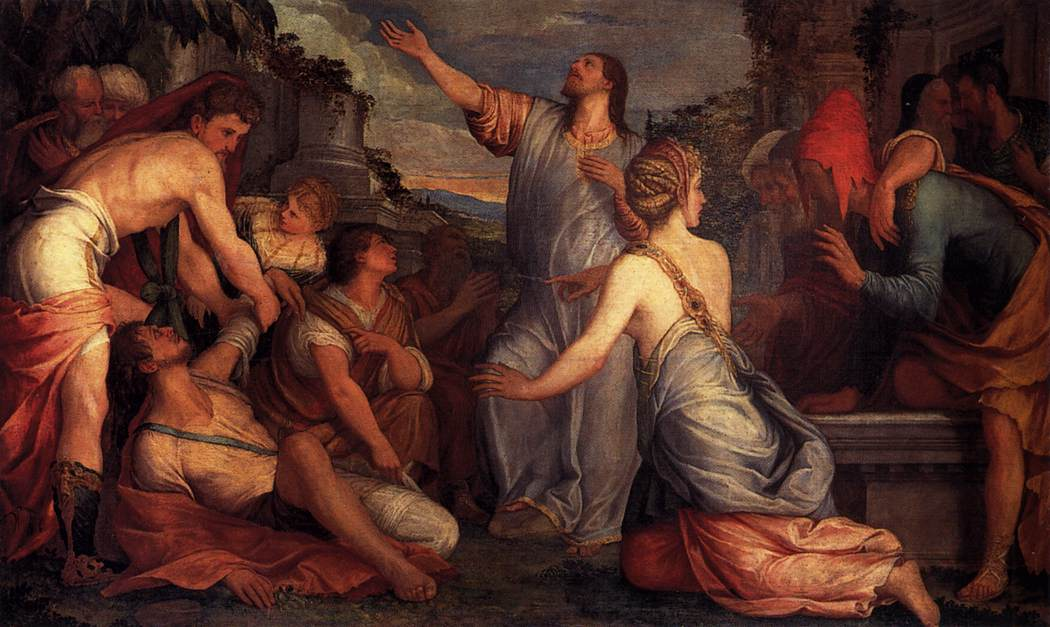
Opwekking van Lazarus, Giuseppe Salviati (ook Giuseppe Porta, 1520–1575)
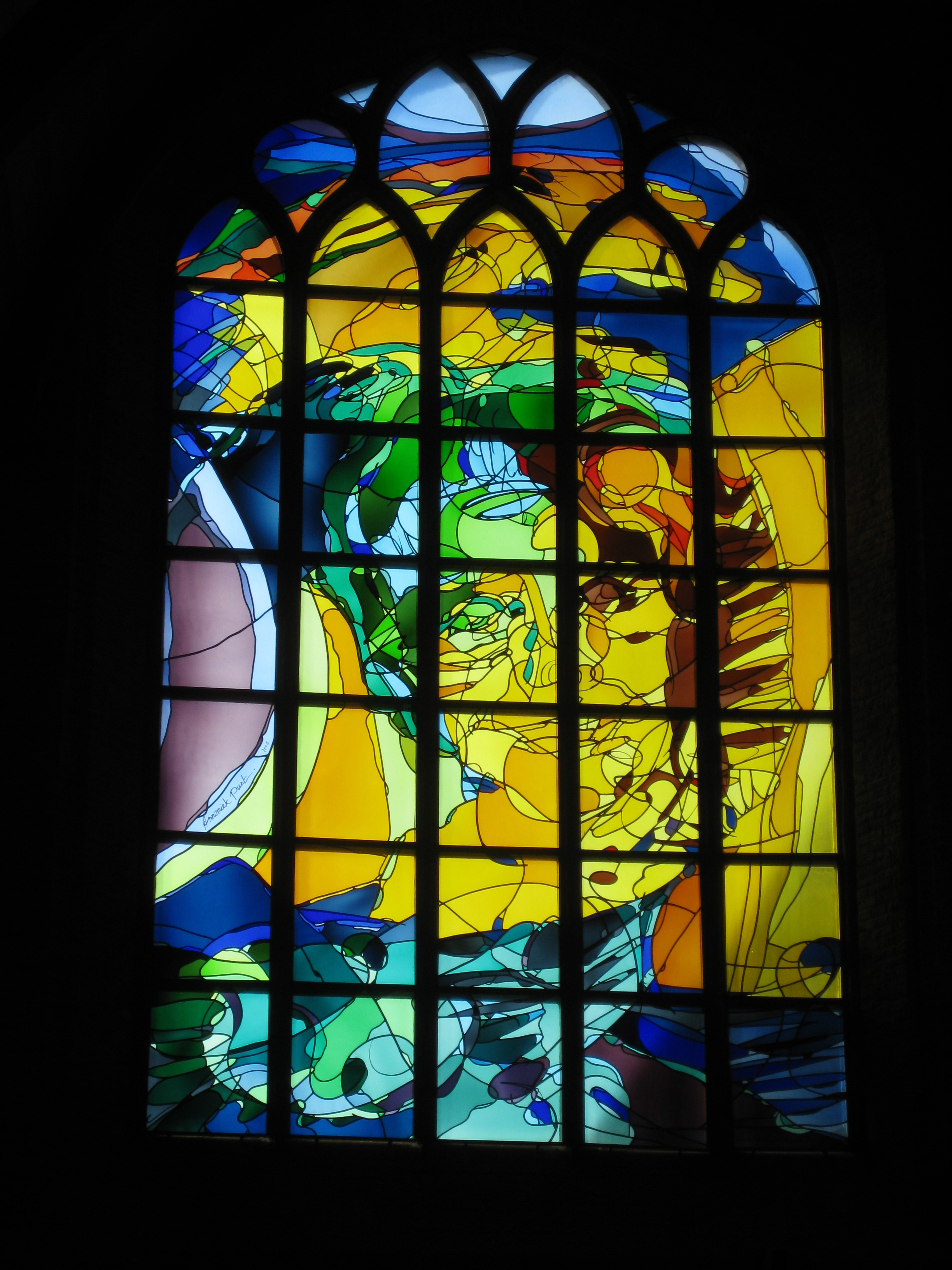
Opwekking van het dochtertje van Jaïrus Annemiek Punt, 2006

### Beheersing van de natuur

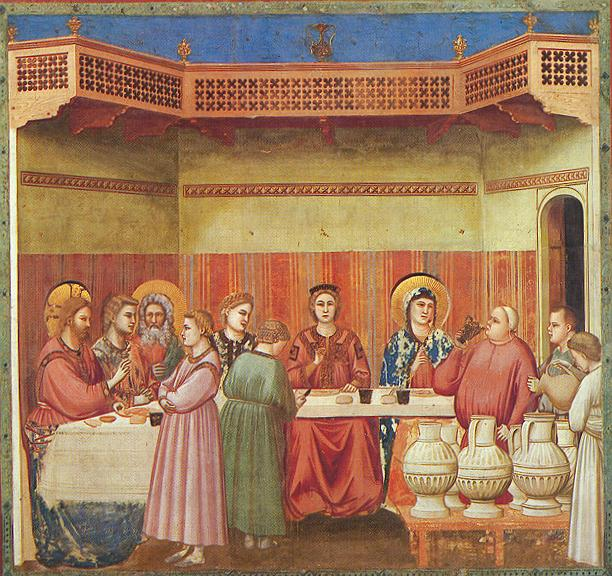
Bruiloft te Kana, Giotto, 14e eeuw
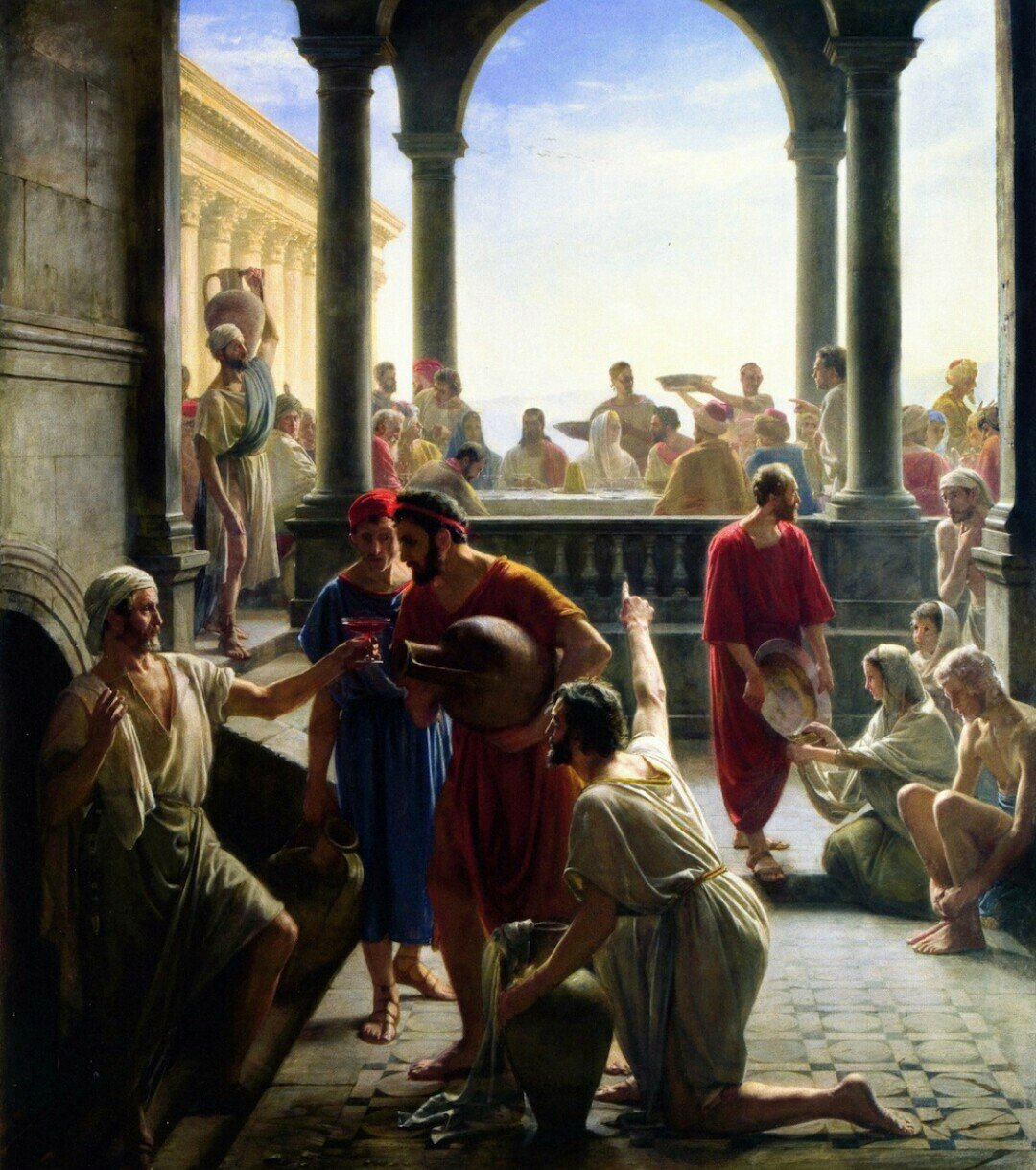
Bruiloft te Kana, Carl Bloch, 1870
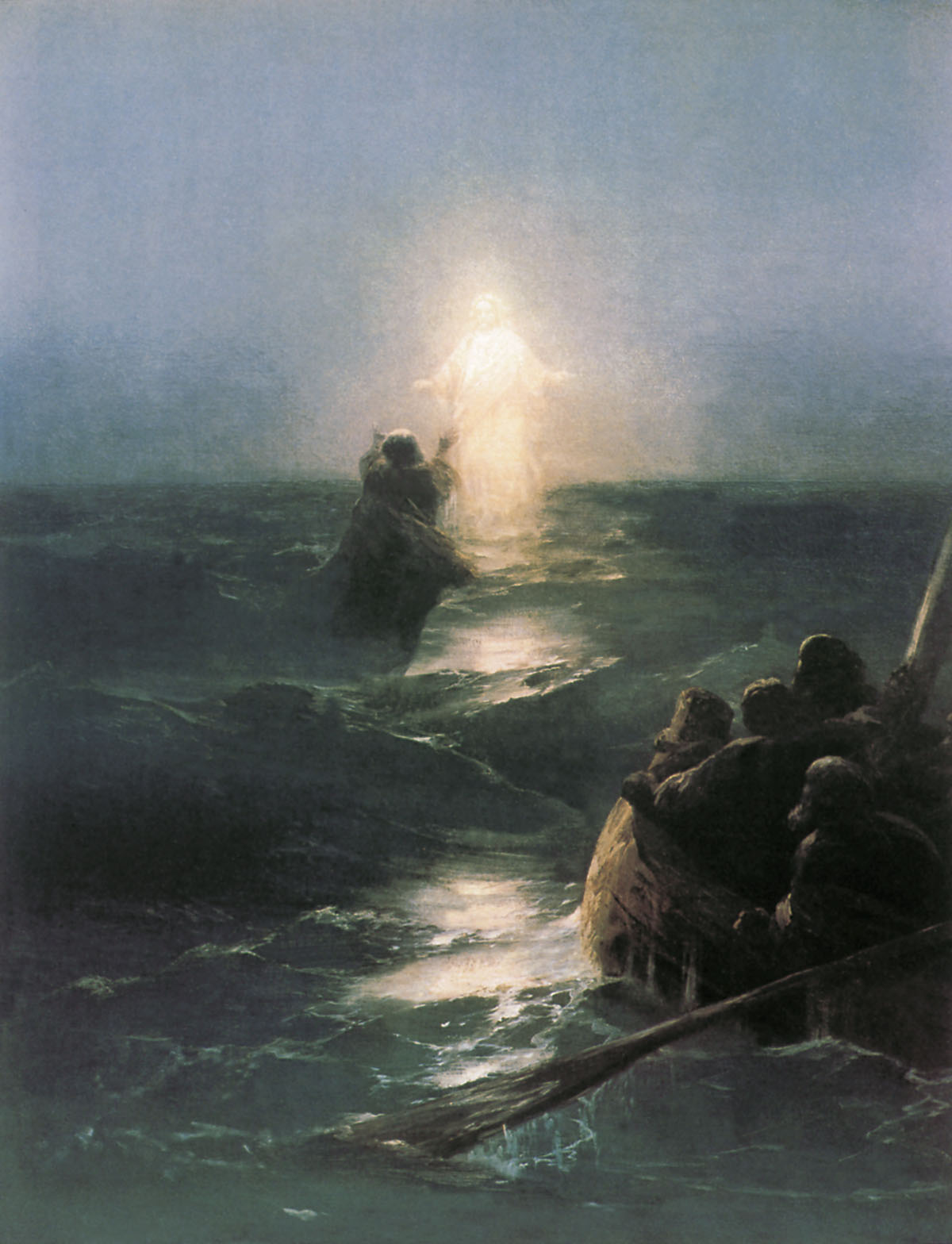
Jezus loopt op het water, Ivan Aivazovsky, 1888
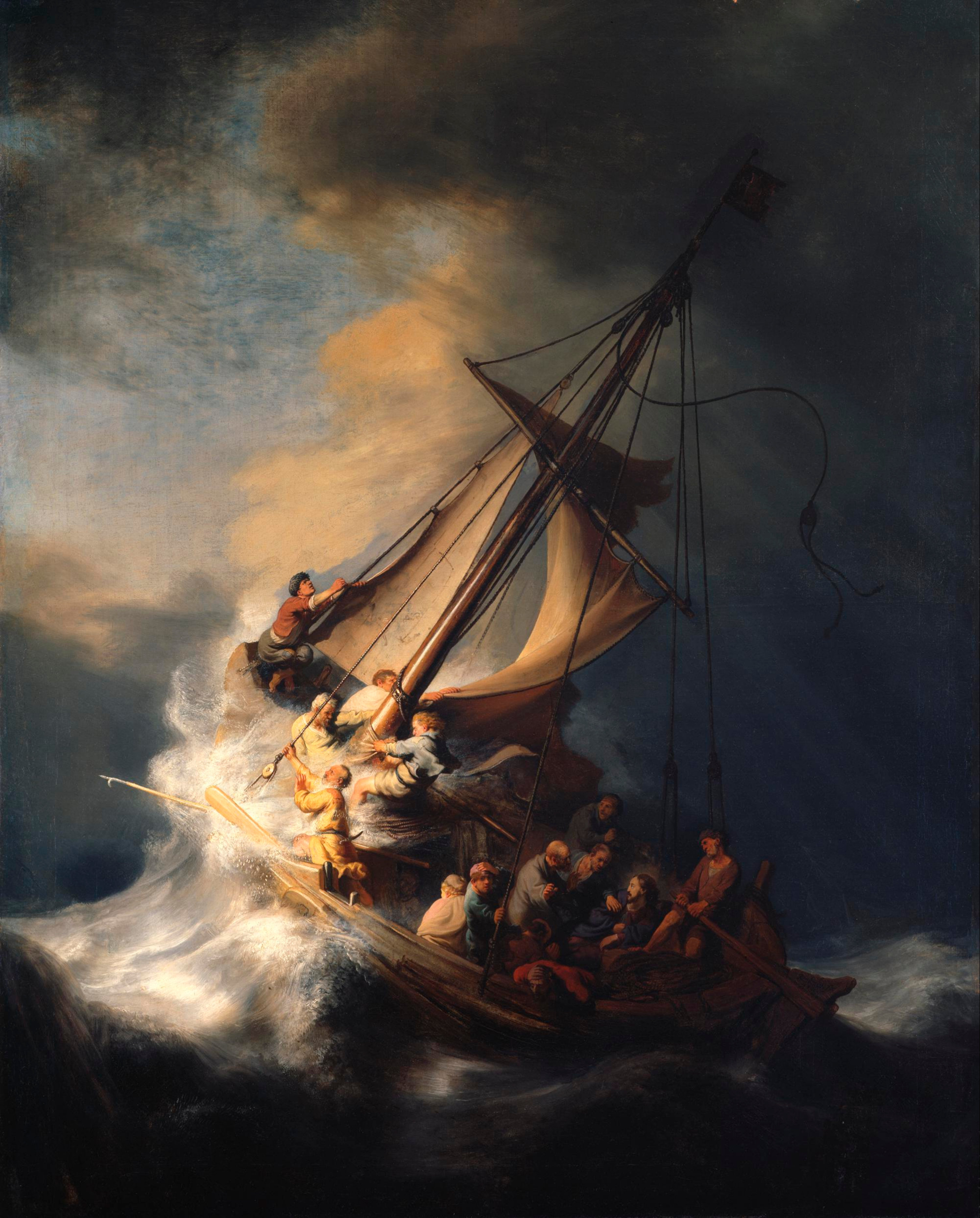
Christus in de storm op het meer van Galilea, Rembrandt van Rijn, 1633
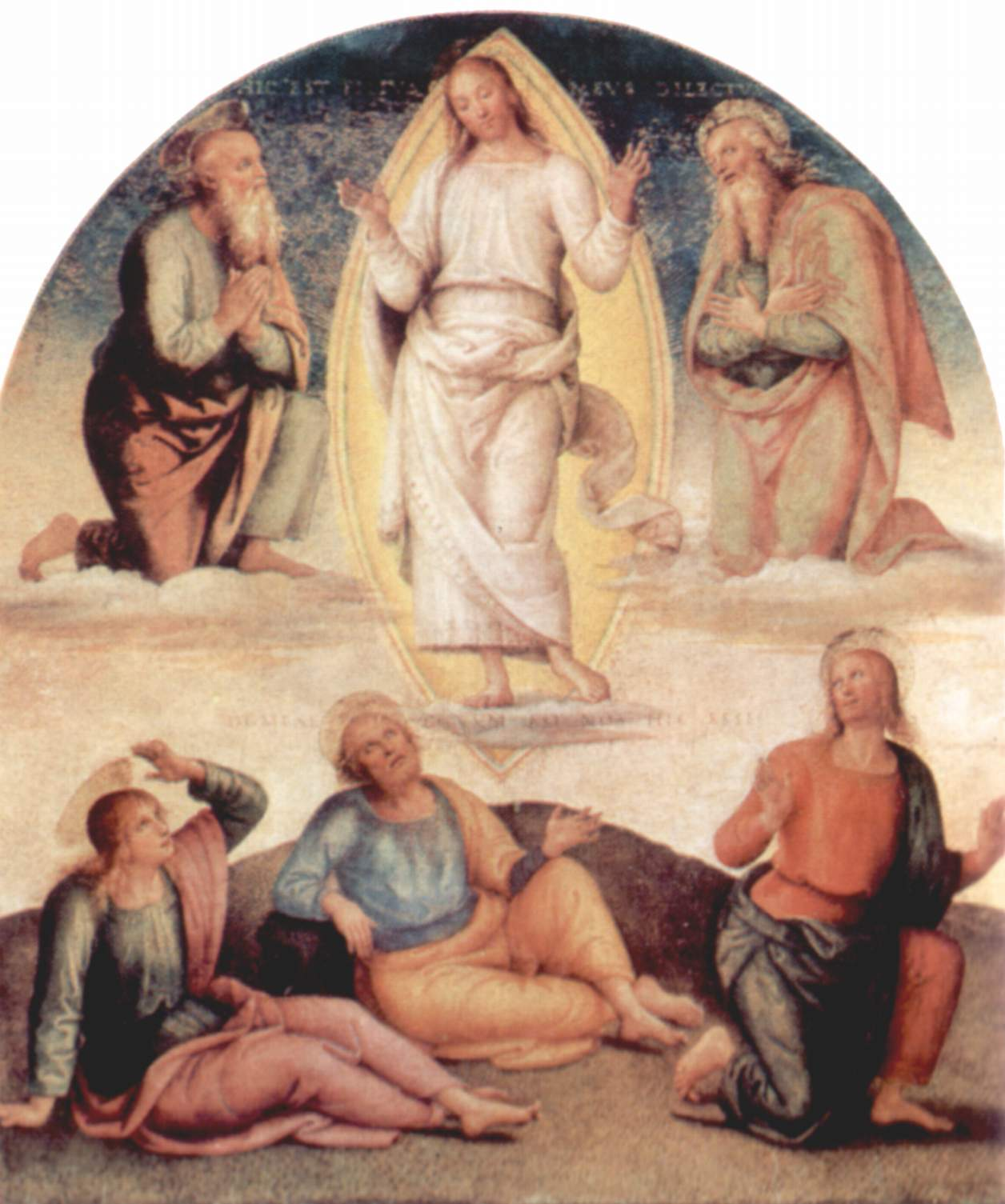
Transfiguratie van Jezus, Pietro Perugino, 1497-1500
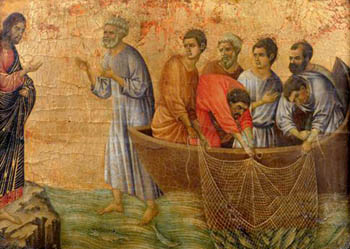
Wonderbare visvangst van 153 vissen, Duccio (1255 - 1318)
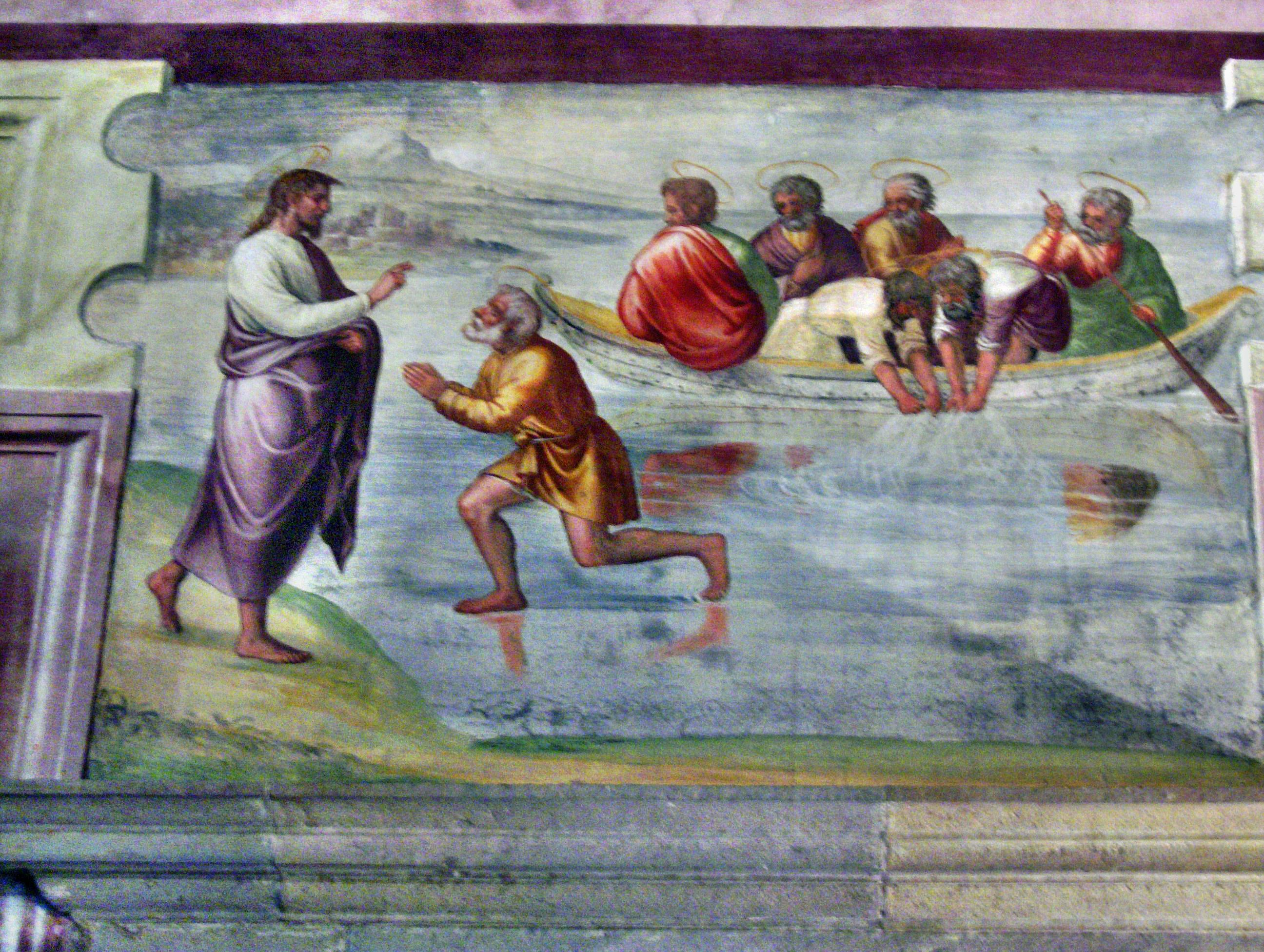
Wonderbare visvangst, fresco plafond kathedraal van Spoleto
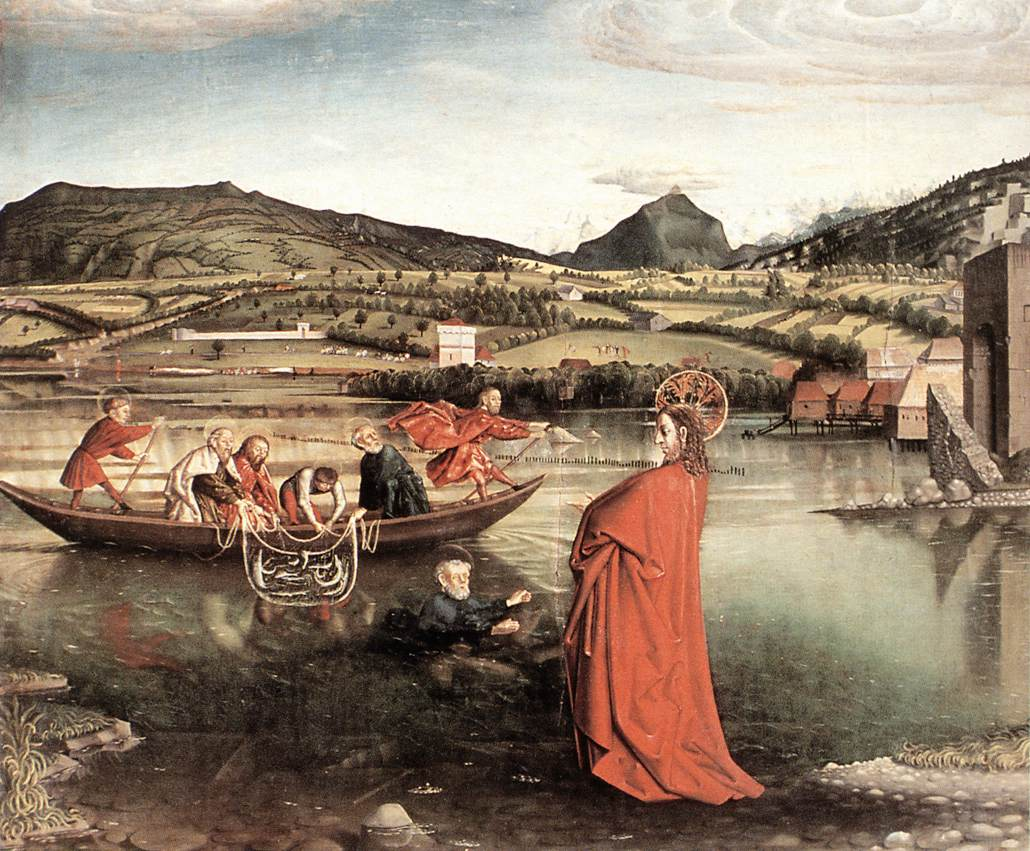
Wonderbare visvangst, Konrad Witz, 1443 of 1444
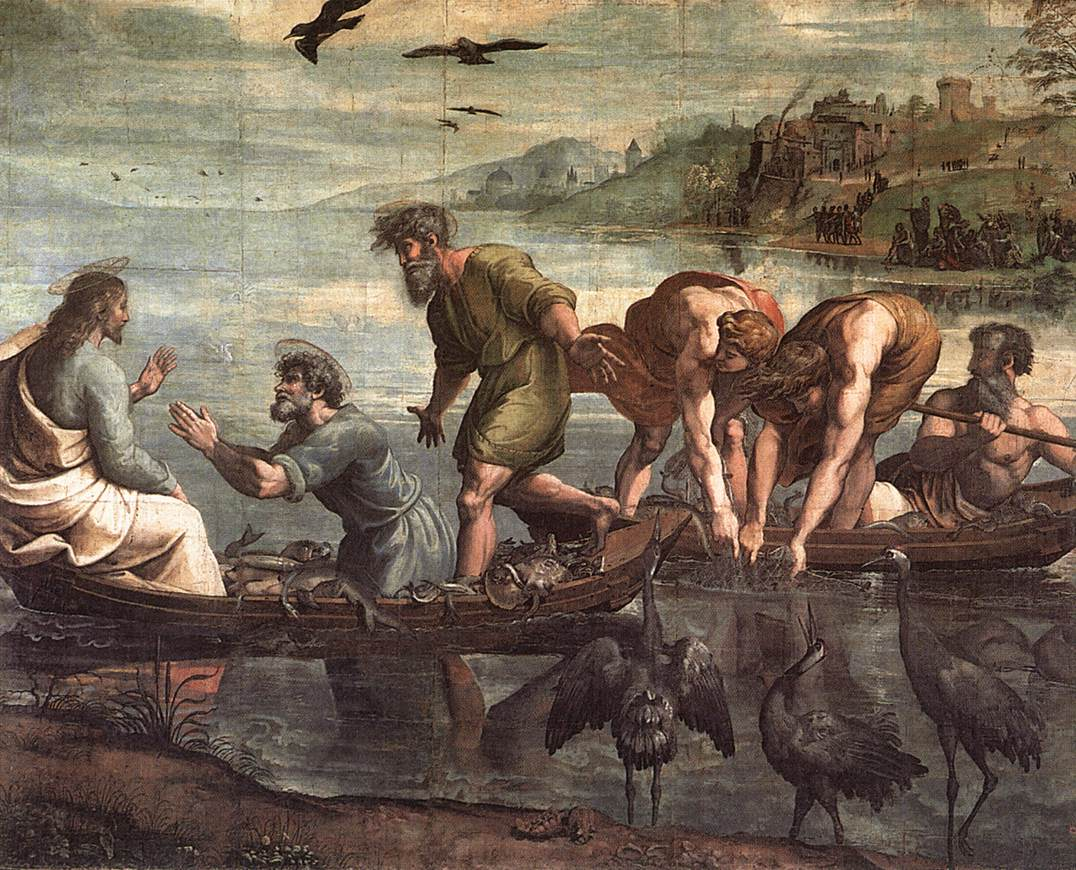
Wonderbare visvangst, fresco door Rafael, 1515
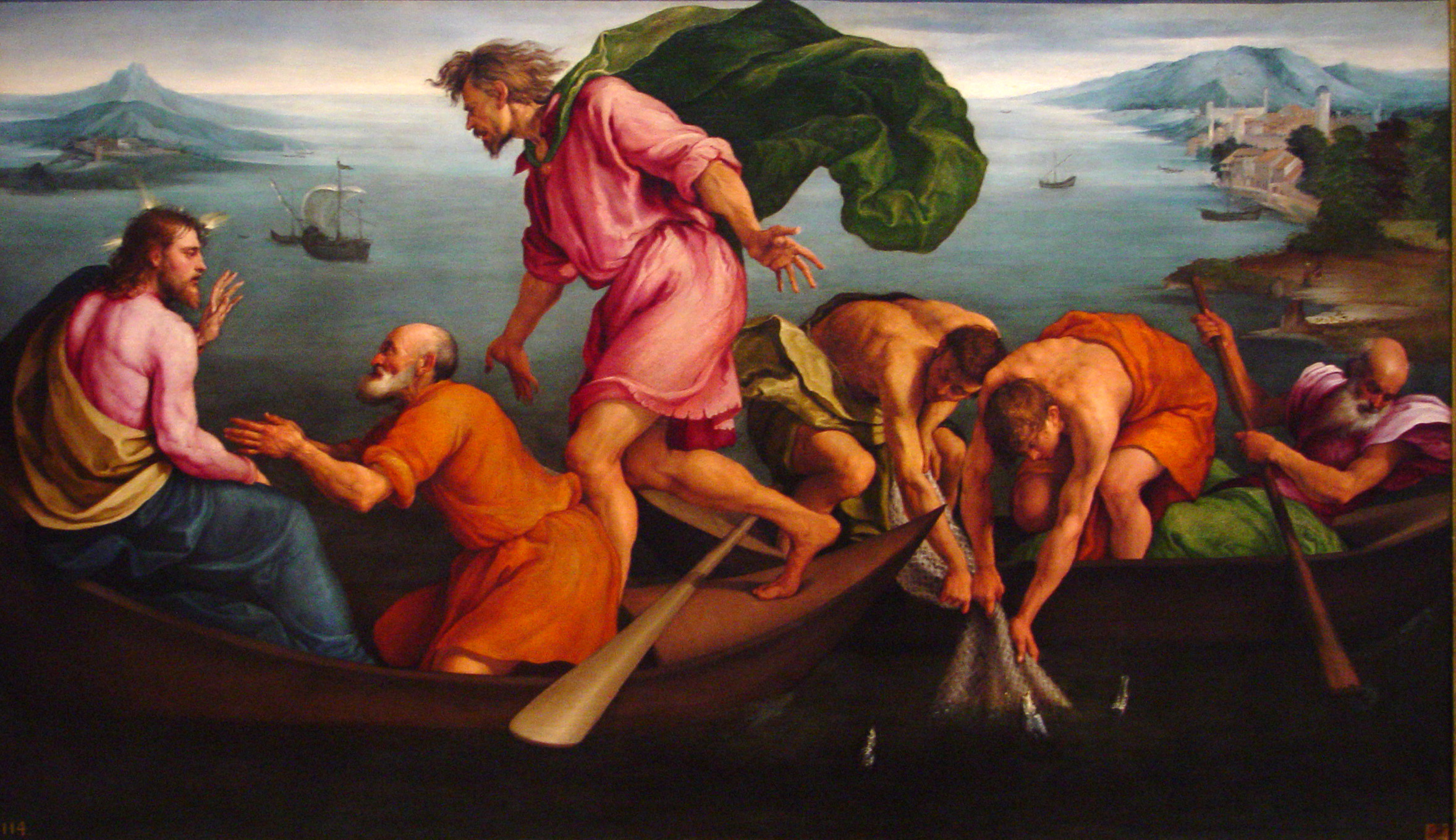
Wonderbare visvangst, Jacopo Bassano, 1545
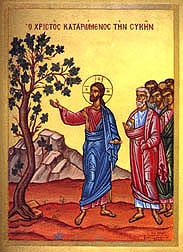
Vervloeking van de vijgenboom, Byzantijns icoon naar Marcus 11:12–14
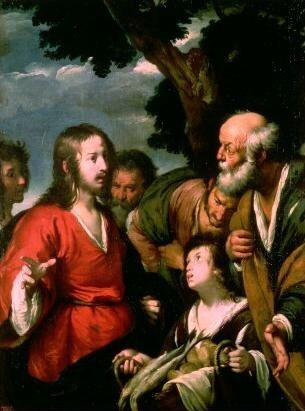
Voeden (spijziging) van de menigte met vijf broden en twee vissen, Bernardo Strozzi, vroege zeventiende eeuw
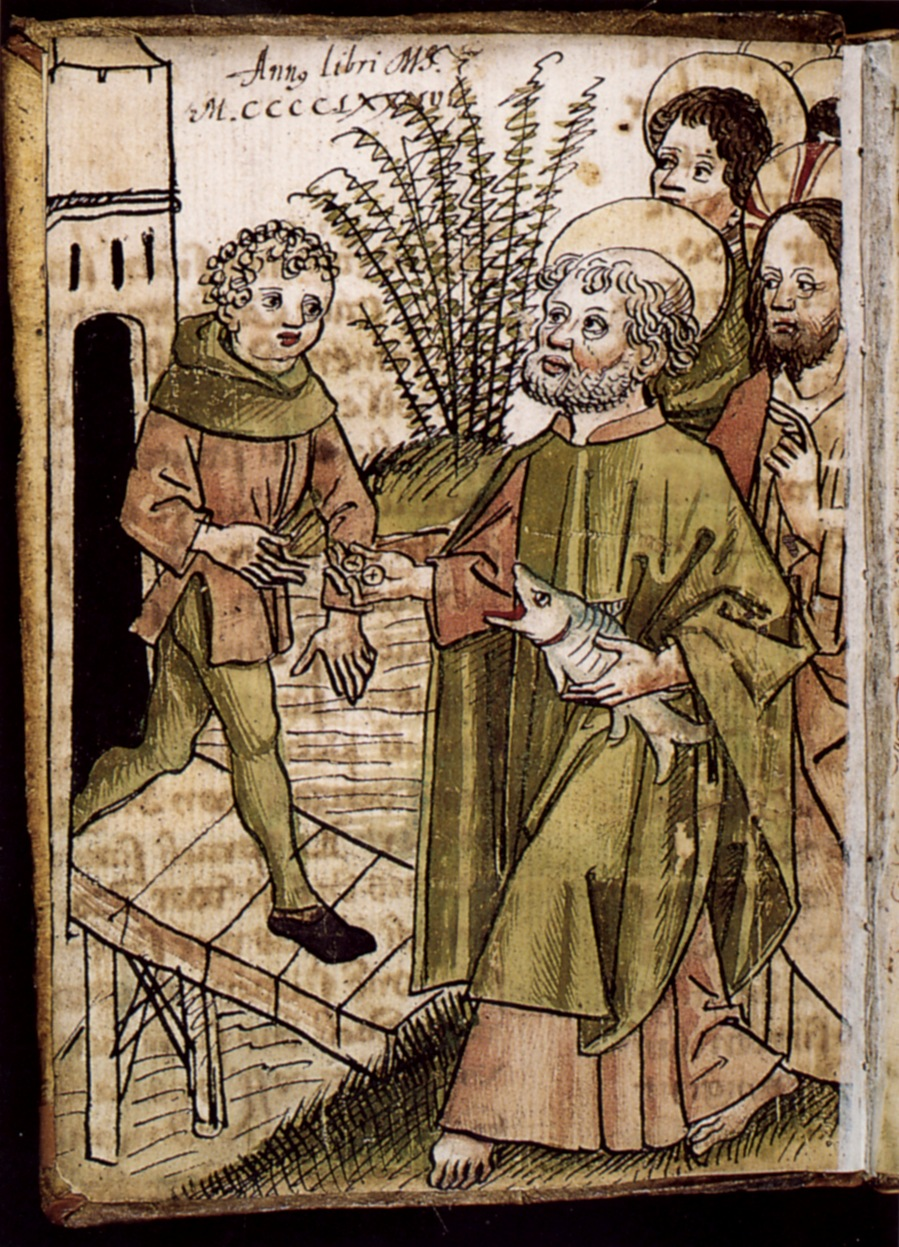
Munt in de vissebek, Augustin Tünger, 1486

## Engelstalige literatuur
- Clowes, John, 1817, The Miracles of Jesus Christ, J. Gleave, Manchester, UK
- Funk, Robert W. and the Jesus Seminar, 1998 The Acts of Jesus: The Search for the Authentic Deeds of Jesus. Polebridge Press, San Francisco. ISBN 0-06-062978-9
- Kilgallen, John J., 1989 A Brief Commentary on the Gospel of Mark, Paulist Press, ISBN 0-8091-3059-9
- Lockyer, Herbert, 1988 All the Miracles of the Bible ISBN 0-310-28101-6
- Maguire, Robert, 1863 The Miracles of Christ, Weeks and Co. London
- Miller, Robert J. Editor, 1994 The Complete Gospels, Polebridge Press, ISBN 0-06-065587-9
- Rageh Omaar 2003 The Miracles of Jesus Documentaire van de BBC
- Chenevix Trench, Richard, 1846 Notes on the miracles of our Lord. John W. Parker. London
- Van der Loos, H., 1965 The Miracles of Jesus, E.J. Brill Press, Netherlands
- Bersee, Ton, 2021 On the Meaning of 'Miracle' in Christianity. An Evaluation of the Current Miracle Debate and a Proposal of a Balanced Hermeneutical Approach. Peeters Publishers, Leuven